# فهرست سیارک‌ها (۲۰۱۰۰۱–۲۰۲۰۰۱)
فهرست سیارک‌ها (۲۰۱۰۰۱ - ۲۰۲۰۰۱) فهرست سیارک‌ها از ۲۰۱۰۰۱ تا ۲۰۲۰۰۱ است.
| نام    | نام انگلیسی | تاریخ کشف       |
| ------ | ----------- | --------------- |
| ۲۰۱۰۰۱ | 2002 CL168  | ۸ فوریه ۲۰۰۲    |
| ۲۰۱۰۰۲ | 2002 CW170  | ۸ فوریه ۲۰۰۲    |
| ۲۰۱۰۰۳ | 2002 CL172  | ۸ فوریه ۲۰۰۲    |
| ۲۰۱۰۰۴ | 2002 CD175  | ۱۰ فوریه ۲۰۰۲   |
| ۲۰۱۰۰۵ | 2002 CY176  | ۱۰ فوریه ۲۰۰۲   |
| ۲۰۱۰۰۶ | 2002 CH185  | ۱۰ فوریه ۲۰۰۲   |
| ۲۰۱۰۰۷ | 2002 CL190  | ۱۰ فوریه ۲۰۰۲   |
| ۲۰۱۰۰۸ | 2002 CQ205  | ۱۰ فوریه ۲۰۰۲   |
| ۲۰۱۰۰۹ | 2002 CA211  | ۱۰ فوریه ۲۰۰۲   |
| ۲۰۱۰۱۰ | 2002 CK215  | ۱۰ فوریه ۲۰۰۲   |
| ۲۰۱۰۱۱ | 2002 CE219  | ۱۰ فوریه ۲۰۰۲   |
| ۲۰۱۰۱۲ | 2002 CU222  | ۱۱ فوریه ۲۰۰۲   |
| ۲۰۱۰۱۳ | 2002 CJ225  | ۱۵ فوریه ۲۰۰۲   |
| ۲۰۱۰۱۴ | 2002 CL226  | ۳ فوریه ۲۰۰۲    |
| ۲۰۱۰۱۵ | 2002 CF228  | ۶ فوریه ۲۰۰۲    |
| ۲۰۱۰۱۶ | 2002 CY241  | ۱۱ فوریه ۲۰۰۲   |
| ۲۰۱۰۱۷ | 2002 CU252  | ۴ فوریه ۲۰۰۲    |
| ۲۰۱۰۱۸ | 2002 CW256  | ۴ فوریه ۲۰۰۲    |
| ۲۰۱۰۱۹ | 2002 CZ257  | ۶ فوریه ۲۰۰۲    |
| ۲۰۱۰۲۰ | 2002 CG259  | ۶ فوریه ۲۰۰۲    |
| ۲۰۱۰۲۱ | 2002 CJ259  | ۶ فوریه ۲۰۰۲    |
| ۲۰۱۰۲۲ | 2002 CT261  | ۷ فوریه ۲۰۰۲    |
| ۲۰۱۰۲۳ | 2002 CZ264  | ۸ فوریه ۲۰۰۲    |
| ۲۰۱۰۲۴ | 2002 CL280  | ۷ فوریه ۲۰۰۲    |
| ۲۰۱۰۲۵ | 2002 CB282  | ۸ فوریه ۲۰۰۲    |
| ۲۰۱۰۲۶ | 2002 CD282  | ۸ فوریه ۲۰۰۲    |
| ۲۰۱۰۲۷ | 2002 CQ284  | ۹ فوریه ۲۰۰۲    |
| ۲۰۱۰۲۸ | 2002 CE292  | ۱۱ فوریه ۲۰۰۲   |
| ۲۰۱۰۲۹ | 2002 CM292  | ۱۱ فوریه ۲۰۰۲   |
| ۲۰۱۰۳۰ | 2002 CX295  | ۱۰ فوریه ۲۰۰۲   |
| ۲۰۱۰۳۱ | 2002 CL306  | ۷ فوریه ۲۰۰۲    |
| ۲۰۱۰۳۲ | 2002 DC7    | ۲۰ فوریه ۲۰۰۲   |
| ۲۰۱۰۳۳ | 2002 DJ10   | ۲۰ فوریه ۲۰۰۲   |
| ۲۰۱۰۳۴ | 2002 DF11   | ۲۰ فوریه ۲۰۰۲   |
| ۲۰۱۰۳۵ | 2002 DJ13   | ۱۶ فوریه ۲۰۰۲   |
| ۲۰۱۰۳۶ | 2002 DP13   | ۱۶ فوریه ۲۰۰۲   |
| ۲۰۱۰۳۷ | 2002 DW14   | ۱۶ فوریه ۲۰۰۲   |
| ۲۰۱۰۳۸ | 2002 DO17   | ۱۹ فوریه ۲۰۰۲   |
| ۲۰۱۰۳۹ | 2002 ES5    | ۹ مارس ۲۰۰۲     |
| ۲۰۱۰۴۰ | 2002 EX7    | ۱۰ مارس ۲۰۰۲    |
| ۲۰۱۰۴۱ | 2002 EB14   | ۵ مارس ۲۰۰۲     |
| ۲۰۱۰۴۲ | 2002 ET14   | ۵ مارس ۲۰۰۲     |
| ۲۰۱۰۴۳ | 2002 EJ15   | ۵ مارس ۲۰۰۲     |
| ۲۰۱۰۴۴ | 2002 EK17   | ۵ مارس ۲۰۰۲     |
| ۲۰۱۰۴۵ | 2002 EM17   | ۵ مارس ۲۰۰۲     |
| ۲۰۱۰۴۶ | 2002 EA23   | ۵ مارس ۲۰۰۲     |
| ۲۰۱۰۴۷ | 2002 EY25   | ۱۰ مارس ۲۰۰۲    |
| ۲۰۱۰۴۸ | 2002 EU32   | ۱۱ مارس ۲۰۰۲    |
| ۲۰۱۰۴۹ | 2002 EY32   | ۱۱ مارس ۲۰۰۲    |
| ۲۰۱۰۵۰ | 2002 EV33   | ۱۱ مارس ۲۰۰۲    |
| ۲۰۱۰۵۱ | 2002 ED35   | ۱۱ مارس ۲۰۰۲    |
| ۲۰۱۰۵۲ | 2002 EO39   | ۹ مارس ۲۰۰۲     |
| ۲۰۱۰۵۳ | 2002 EL43   | ۱۲ مارس ۲۰۰۲    |
| ۲۰۱۰۵۴ | 2002 ED55   | ۱۲ مارس ۲۰۰۲    |
| ۲۰۱۰۵۵ | 2002 ED57   | ۱۳ مارس ۲۰۰۲    |
| ۲۰۱۰۵۶ | 2002 EY57   | ۱۳ مارس ۲۰۰۲    |
| ۲۰۱۰۵۷ | 2002 EW61   | ۱۳ مارس ۲۰۰۲    |
| ۲۰۱۰۵۸ | 2002 ET71   | ۱۳ مارس ۲۰۰۲    |
| ۲۰۱۰۵۹ | 2002 EG73   | ۱۳ مارس ۲۰۰۲    |
| ۲۰۱۰۶۰ | 2002 EZ84   | ۹ مارس ۲۰۰۲     |
| ۲۰۱۰۶۱ | 2002 EX85   | ۹ مارس ۲۰۰۲     |
| ۲۰۱۰۶۲ | 2002 EZ89   | ۱۲ مارس ۲۰۰۲    |
| ۲۰۱۰۶۳ | 2002 EV90   | ۱۲ مارس ۲۰۰۲    |
| ۲۰۱۰۶۴ | 2002 ED92   | ۱۳ مارس ۲۰۰۲    |
| ۲۰۱۰۶۵ | 2002 EK99   | ۴ مارس ۲۰۰۲     |
| ۲۰۱۰۶۶ | 2002 EN103  | ۹ مارس ۲۰۰۲     |
| ۲۰۱۰۶۷ | 2002 EJ105  | ۹ مارس ۲۰۰۲     |
| ۲۰۱۰۶۸ | 2002 EF110  | ۹ مارس ۲۰۰۲     |
| ۲۰۱۰۶۹ | 2002 EQ114  | ۱۰ مارس ۲۰۰۲    |
| ۲۰۱۰۷۰ | 2002 EM120  | ۱۱ مارس ۲۰۰۲    |
| ۲۰۱۰۷۱ | 2002 EP122  | ۱۲ مارس ۲۰۰۲    |
| ۲۰۱۰۷۲ | 2002 EM129  | ۱۳ مارس ۲۰۰۲    |
| ۲۰۱۰۷۳ | 2002 EF161  | ۱۲ مارس ۲۰۰۲    |
| ۲۰۱۰۷۳ | 2002 FZ     | ۱۸ مارس ۲۰۰۲    |
| ۲۰۱۰۷۵ | 2002 FG2    | ۱۹ مارس ۲۰۰۲    |
| ۲۰۱۰۷۶ | 2002 FX10   | ۱۶ مارس ۲۰۰۲    |
| ۲۰۱۰۷۷ | 2002 FE12   | ۱۶ مارس ۲۰۰۲    |
| ۲۰۱۰۷۸ | 2002 FU21   | ۱۹ مارس ۲۰۰۲    |
| ۲۰۱۰۷۹ | 2002 FY25   | ۱۹ مارس ۲۰۰۲    |
| ۲۰۱۰۸۰ | 2002 FG26   | ۱۹ مارس ۲۰۰۲    |
| ۲۰۱۰۸۱ | 2002 GC2    | ۴ آوریل ۲۰۰۲    |
| ۲۰۱۰۸۲ | 2002 GA27   | ۱۵ آوریل ۲۰۰۲   |
| ۲۰۱۰۸۳ | 2002 GE51   | ۵ آوریل ۲۰۰۲    |
| ۲۰۱۰۸۴ | 2002 GL56   | ۵ آوریل ۲۰۰۲    |
| ۲۰۱۰۸۵ | 2002 GN58   | ۸ آوریل ۲۰۰۲    |
| ۲۰۱۰۸۶ | 2002 GJ59   | ۸ آوریل ۲۰۰۲    |
| ۲۰۱۰۸۷ | 2002 GU69   | ۸ آوریل ۲۰۰۲    |
| ۲۰۱۰۸۸ | 2002 GG70   | ۸ آوریل ۲۰۰۲    |
| ۲۰۱۰۸۹ | 2002 GU77   | ۹ آوریل ۲۰۰۲    |
| ۲۰۱۰۹۰ | 2002 GH88   | ۱۰ آوریل ۲۰۰۲   |
| ۲۰۱۰۹۱ | 2002 GS92   | ۹ آوریل ۲۰۰۲    |
| ۲۰۱۰۹۲ | 2002 GK94   | ۹ آوریل ۲۰۰۲    |
| ۲۰۱۰۹۳ | 2002 GT94   | ۹ آوریل ۲۰۰۲    |
| ۲۰۱۰۹۴ | 2002 GD97   | ۹ آوریل ۲۰۰۲    |
| ۲۰۱۰۹۵ | 2002 GC103  | ۱۰ آوریل ۲۰۰۲   |
| ۲۰۱۰۹۶ | 2002 GB109  | ۱۱ آوریل ۲۰۰۲   |
| ۲۰۱۰۹۷ | 2002 GY114  | ۱۱ آوریل ۲۰۰۲   |
| ۲۰۱۰۹۸ | 2002 GU122  | ۱۰ آوریل ۲۰۰۲   |
| ۲۰۱۰۹۹ | 2002 GG127  | ۱۲ آوریل ۲۰۰۲   |
| ۲۰۱۱۰۰ | 2002 GU128  | ۱۲ آوریل ۲۰۰۲   |
| ۲۰۱۱۰۱ | 2002 GU131  | ۱۲ آوریل ۲۰۰۲   |
| ۲۰۱۱۰۲ | 2002 GP142  | ۱۳ آوریل ۲۰۰۲   |
| ۲۰۱۱۰۳ | 2002 GQ145  | ۱۲ آوریل ۲۰۰۲   |
| ۲۰۱۱۰۴ | 2002 GD149  | ۱۴ آوریل ۲۰۰۲   |
| ۲۰۱۱۰۵ | 2002 GH149  | ۱۴ آوریل ۲۰۰۲   |
| ۲۰۱۱۰۶ | 2002 GS154  | ۱۳ آوریل ۲۰۰۲   |
| ۲۰۱۱۰۷ | 2002 GD163  | ۱۴ آوریل ۲۰۰۲   |
| ۲۰۱۱۰۸ | 2002 GX174  | ۱۱ آوریل ۲۰۰۲   |
| ۲۰۱۱۰۹ | 2002 GY178  | ۱۰ آوریل ۲۰۰۲   |
| ۲۰۱۱۱۰ | 2002 GP181  | ۲ آوریل ۲۰۰۲    |
| ۲۰۱۱۱۱ | 2002 GU183  | ۹ آوریل ۲۰۰۲    |
| ۲۰۱۱۱۱ | 2002 HG     | ۱۶ آوریل ۲۰۰۲   |
| ۲۰۱۱۱۳ | 2002 HN3    | ۱۶ آوریل ۲۰۰۲   |
| ۲۰۱۱۱۴ | 2002 HL16   | ۱۸ آوریل ۲۰۰۲   |
| ۲۰۱۱۱۵ | 2002 JX12   | ۸ مه ۲۰۰۲       |
| ۲۰۱۱۱۶ | 2002 JV13   | ۸ مه ۲۰۰۲       |
| ۲۰۱۱۱۷ | 2002 JQ20   | ۷ مه ۲۰۰۲       |
| ۲۰۱۱۱۸ | 2002 JE28   | ۹ مه ۲۰۰۲       |
| ۲۰۱۱۱۹ | 2002 JW32   | ۹ مه ۲۰۰۲       |
| ۲۰۱۱۲۰ | 2002 JF35   | ۹ مه ۲۰۰۲       |
| ۲۰۱۱۲۱ | 2002 JQ40   | ۸ مه ۲۰۰۲       |
| ۲۰۱۱۲۲ | 2002 JL44   | ۹ مه ۲۰۰۲       |
| ۲۰۱۱۲۳ | 2002 JZ44   | ۹ مه ۲۰۰۲       |
| ۲۰۱۱۲۴ | 2002 JE45   | ۹ مه ۲۰۰۲       |
| ۲۰۱۱۲۵ | 2002 JK54   | ۹ مه ۲۰۰۲       |
| ۲۰۱۱۲۶ | 2002 JL54   | ۹ مه ۲۰۰۲       |
| ۲۰۱۱۲۷ | 2002 JR61   | ۸ مه ۲۰۰۲       |
| ۲۰۱۱۲۸ | 2002 JX63   | ۹ مه ۲۰۰۲       |
| ۲۰۱۱۲۹ | 2002 JW68   | ۶ مه ۲۰۰۲       |
| ۲۰۱۱۳۰ | 2002 JW69   | ۷ مه ۲۰۰۲       |
| ۲۰۱۱۳۱ | 2002 JT76   | ۱۱ مه ۲۰۰۲      |
| ۲۰۱۱۳۲ | 2002 JT78   | ۱۱ مه ۲۰۰۲      |
| ۲۰۱۱۳۳ | 2002 JZ81   | ۱۱ مه ۲۰۰۲      |
| ۲۰۱۱۳۴ | 2002 JO82   | ۱۱ مه ۲۰۰۲      |
| ۲۰۱۱۳۵ | 2002 JV84   | ۱۱ مه ۲۰۰۲      |
| ۲۰۱۱۳۶ | 2002 JW93   | ۱۱ مه ۲۰۰۲      |
| ۲۰۱۱۳۷ | 2002 JJ97   | ۱۲ مه ۲۰۰۲      |
| ۲۰۱۱۳۸ | 2002 JV97   | ۸ مه ۲۰۰۲       |
| ۲۰۱۱۳۹ | 2002 JH98   | ۹ مه ۲۰۰۲       |
| ۲۰۱۱۴۰ | 2002 JE101  | ۶ مه ۲۰۰۲       |
| ۲۰۱۱۴۱ | 2002 JL103  | ۱۰ مه ۲۰۰۲      |
| ۲۰۱۱۴۲ | 2002 JY105  | ۱۳ مه ۲۰۰۲      |
| ۲۰۱۱۴۳ | 2002 JQ110  | ۱۱ مه ۲۰۰۲      |
| ۲۰۱۱۴۴ | 2002 JB118  | ۴ مه ۲۰۰۲       |
| ۲۰۱۱۴۵ | 2002 JD125  | ۷ مه ۲۰۰۲       |
| ۲۰۱۱۴۶ | 2002 JM127  | ۷ مه ۲۰۰۲       |
| ۲۰۱۱۴۷ | 2002 JO127  | ۷ مه ۲۰۰۲       |
| ۲۰۱۱۴۸ | 2002 JK130  | ۸ مه ۲۰۰۲       |
| ۲۰۱۱۴۹ | 2002 JP138  | ۹ مه ۲۰۰۲       |
| ۲۰۱۱۵۰ | 2002 JP143  | ۱۳ مه ۲۰۰۲      |
| ۲۰۱۱۵۱ | 2002 JD147  | ۱۴ مه ۲۰۰۲      |
| ۲۰۱۱۵۱ | 2002 KL     | ۱۶ مه ۲۰۰۲      |
| ۲۰۱۱۵۳ | 2002 KP4    | ۱۶ مه ۲۰۰۲      |
| ۲۰۱۱۵۴ | 2002 KX4    | ۱۶ مه ۲۰۰۲      |
| ۲۰۱۱۵۵ | 2002 KL5    | ۱۶ مه ۲۰۰۲      |
| ۲۰۱۱۵۶ | 2002 KX12   | ۱۸ مه ۲۰۰۲      |
| ۲۰۱۱۵۷ | 2002 LO14   | ۶ ژوئن ۲۰۰۲     |
| ۲۰۱۱۵۸ | 2002 LQ15   | ۶ ژوئن ۲۰۰۲     |
| ۲۰۱۱۵۹ | 2002 LC18   | ۶ ژوئن ۲۰۰۲     |
| ۲۰۱۱۶۰ | 2002 LK32   | ۹ ژوئن ۲۰۰۲     |
| ۲۰۱۱۶۱ | 2002 LF35   | ۱۱ ژوئن ۲۰۰۲    |
| ۲۰۱۱۶۲ | 2002 LN41   | ۱۰ ژوئن ۲۰۰۲    |
| ۲۰۱۱۶۳ | 2002 LG44   | ۱۲ ژوئن ۲۰۰۲    |
| ۲۰۱۱۶۴ | 2002 MN5    | ۲۷ ژوئن ۲۰۰۲    |
| ۲۰۱۱۶۵ | 2002 NA7    | ۹ ژوئیه ۲۰۰۲    |
| ۲۰۱۱۶۶ | 2002 NP20   | ۹ ژوئیه ۲۰۰۲    |
| ۲۰۱۱۶۷ | 2002 NU30   | ۸ ژوئیه ۲۰۰۲    |
| ۲۰۱۱۶۸ | 2002 NL50   | ۱۴ ژوئیه ۲۰۰۲   |
| ۲۰۱۱۶۹ | 2002 NE58   | ۱۴ ژوئیه ۲۰۰۲   |
| ۲۰۱۱۷۰ | 2002 NM61   | ۵ ژوئیه ۲۰۰۲    |
| ۲۰۱۱۷۱ | 2002 NJ63   | ۹ ژوئیه ۲۰۰۲    |
| ۲۰۱۱۷۲ | 2002 OC3    | ۱۷ ژوئیه ۲۰۰۲   |
| ۲۰۱۱۷۳ | 2002 OT6    | ۲۰ ژوئیه ۲۰۰۲   |
| ۲۰۱۱۷۴ | 2002 OQ15   | ۱۸ ژوئیه ۲۰۰۲   |
| ۲۰۱۱۷۵ | 2002 OW16   | ۱۸ ژوئیه ۲۰۰۲   |
| ۲۰۱۱۷۶ | 2002 OO26   | ۳۰ ژوئیه ۲۰۰۲   |
| ۲۰۱۱۷۷ | 2002 OF29   | ۲۱ ژوئیه ۲۰۰۲   |
| ۲۰۱۱۷۸ | 2002 PA5    | ۴ اوت ۲۰۰۲      |
| ۲۰۱۱۷۹ | 2002 PW9    | ۵ اوت ۲۰۰۲      |
| ۲۰۱۱۸۰ | 2002 PH10   | ۵ اوت ۲۰۰۲      |
| ۲۰۱۱۸۱ | 2002 PT26   | ۶ اوت ۲۰۰۲      |
| ۲۰۱۱۸۲ | 2002 PR33   | ۶ اوت ۲۰۰۲      |
| ۲۰۱۱۸۳ | 2002 PV42   | ۷ اوت ۲۰۰۲      |
| ۲۰۱۱۸۴ | 2002 PW52   | ۸ اوت ۲۰۰۲      |
| ۲۰۱۱۸۵ | 2002 PO66   | ۶ اوت ۲۰۰۲      |
| ۲۰۱۱۸۶ | 2002 PN69   | ۱۱ اوت ۲۰۰۲     |
| ۲۰۱۱۸۷ | 2002 PK70   | ۱۱ اوت ۲۰۰۲     |
| ۲۰۱۱۸۸ | 2002 PT73   | ۱۲ اوت ۲۰۰۲     |
| ۲۰۱۱۸۹ | 2002 PV73   | ۱۲ اوت ۲۰۰۲     |
| ۲۰۱۱۹۰ | 2002 PF75   | ۱۲ اوت ۲۰۰۲     |
| ۲۰۱۱۹۱ | 2002 PK75   | ۱۲ اوت ۲۰۰۲     |
| ۲۰۱۱۹۲ | 2002 PR89   | ۱۱ اوت ۲۰۰۲     |
| ۲۰۱۱۹۳ | 2002 PH91   | ۱۳ اوت ۲۰۰۲     |
| ۲۰۱۱۹۴ | 2002 PR94   | ۱۲ اوت ۲۰۰۲     |
| ۲۰۱۱۹۵ | 2002 PN104  | ۱۲ اوت ۲۰۰۲     |
| ۲۰۱۱۹۶ | 2002 PP105  | ۱۲ اوت ۲۰۰۲     |
| ۲۰۱۱۹۷ | 2002 PF111  | ۱۳ اوت ۲۰۰۲     |
| ۲۰۱۱۹۸ | 2002 PD123  | ۱۵ اوت ۲۰۰۲     |
| ۲۰۱۱۹۹ | 2002 PE123  | ۱۵ اوت ۲۰۰۲     |
| ۲۰۱۲۰۰ | 2002 PP129  | ۱۵ اوت ۲۰۰۲     |
| ۲۰۱۲۰۱ | 2002 PM131  | ۱۴ اوت ۲۰۰۲     |
| ۲۰۱۲۰۲ | 2002 PC137  | ۱۵ اوت ۲۰۰۲     |
| ۲۰۱۲۰۳ | 2002 PF138  | ۱۵ اوت ۲۰۰۲     |
| ۲۰۱۲۰۴ | 2002 PZ148  | ۱۰ اوت ۲۰۰۲     |
| ۲۰۱۲۰۵ | 2002 PO155  | ۸ اوت ۲۰۰۲      |
| ۲۰۱۲۰۶ | 2002 PJ165  | ۸ اوت ۲۰۰۲      |
| ۲۰۱۲۰۷ | 2002 PN167  | ۸ اوت ۲۰۰۲      |
| ۲۰۱۲۰۸ | 2002 PS171  | ۸ اوت ۲۰۰۲      |
| ۲۰۱۲۰۹ | 2002 PY171  | ۱۵ اوت ۲۰۰۲     |
| ۲۰۱۲۱۰ | 2002 PW182  | ۴ اوت ۲۰۰۲      |
| ۲۰۱۲۱۱ | 2002 PJ185  | ۳ اوت ۲۰۰۲      |
| ۲۰۱۲۱۲ | 2002 QT13   | ۲۶ اوت ۲۰۰۲     |
| ۲۰۱۲۱۳ | 2002 QZ31   | ۲۹ اوت ۲۰۰۲     |
| ۲۰۱۲۱۴ | 2002 QD41   | ۲۹ اوت ۲۰۰۲     |
| ۲۰۱۲۱۵ | 2002 QL45   | ۳۱ اوت ۲۰۰۲     |
| ۲۰۱۲۱۶ | 2002 QX45   | ۳۱ اوت ۲۰۰۲     |
| ۲۰۱۲۱۷ | 2002 QZ48   | ۲۹ اوت ۲۰۰۲     |
| ۲۰۱۲۱۸ | 2002 QW56   | ۲۹ اوت ۲۰۰۲     |
| ۲۰۱۲۱۹ | 2002 QV57   | ۲۸ اوت ۲۰۰۲     |
| ۲۰۱۲۲۰ | 2002 QP64   | ۱۸ اوت ۲۰۰۲     |
| ۲۰۱۲۲۱ | 2002 QU65   | ۲۶ اوت ۲۰۰۲     |
| ۲۰۱۲۲۲ | 2002 QX78   | ۲۰ اوت ۲۰۰۲     |
| ۲۰۱۲۲۳ | 2002 QE85   | ۱۷ اوت ۲۰۰۲     |
| ۲۰۱۲۲۴ | 2002 QQ98   | ۲۹ اوت ۲۰۰۲     |
| ۲۰۱۲۲۵ | 2002 QA101  | ۲۶ اوت ۲۰۰۲     |
| ۲۰۱۲۲۶ | 2002 QA103  | ۳۰ اوت ۲۰۰۲     |
| ۲۰۱۲۲۷ | 2002 QB105  | ۲۷ اوت ۲۰۰۲     |
| ۲۰۱۲۲۸ | 2002 QZ105  | ۱۹ اوت ۲۰۰۲     |
| ۲۰۱۲۲۹ | 2002 QJ118  | ۳۰ اوت ۲۰۰۲     |
| ۲۰۱۲۳۰ | 2002 QD123  | ۱۹ اوت ۲۰۰۲     |
| ۲۰۱۲۳۱ | 2002 QV128  | ۲۹ اوت ۲۰۰۲     |
| ۲۰۱۲۳۲ | 2002 RV5    | ۳ سپتامبر ۲۰۰۲  |
| ۲۰۱۲۳۳ | 2002 RR8    | ۳ سپتامبر ۲۰۰۲  |
| ۲۰۱۲۳۴ | 2002 RS16   | ۴ سپتامبر ۲۰۰۲  |
| ۲۰۱۲۳۵ | 2002 RR22   | ۴ سپتامبر ۲۰۰۲  |
| ۲۰۱۲۳۶ | 2002 RG24   | ۴ سپتامبر ۲۰۰۲  |
| ۲۰۱۲۳۷ | 2002 RR32   | ۴ سپتامبر ۲۰۰۲  |
| ۲۰۱۲۳۸ | 2002 RN42   | ۵ سپتامبر ۲۰۰۲  |
| ۲۰۱۲۳۹ | 2002 RM43   | ۵ سپتامبر ۲۰۰۲  |
| ۲۰۱۲۴۰ | 2002 RY45   | ۵ سپتامبر ۲۰۰۲  |
| ۲۰۱۲۴۱ | 2002 RN46   | ۵ سپتامبر ۲۰۰۲  |
| ۲۰۱۲۴۲ | 2002 RH77   | ۵ سپتامبر ۲۰۰۲  |
| ۲۰۱۲۴۳ | 2002 RM80   | ۵ سپتامبر ۲۰۰۲  |
| ۲۰۱۲۴۴ | 2002 RQ82   | ۵ سپتامبر ۲۰۰۲  |
| ۲۰۱۲۴۵ | 2002 RX89   | ۵ سپتامبر ۲۰۰۲  |
| ۲۰۱۲۴۶ | 2002 RG91   | ۵ سپتامبر ۲۰۰۲  |
| ۲۰۱۲۴۷ | 2002 RD94   | ۵ سپتامبر ۲۰۰۲  |
| ۲۰۱۲۴۸ | 2002 RK94   | ۵ سپتامبر ۲۰۰۲  |
| ۲۰۱۲۴۹ | 2002 RK97   | ۵ سپتامبر ۲۰۰۲  |
| ۲۰۱۲۵۰ | 2002 RT103  | ۵ سپتامبر ۲۰۰۲  |
| ۲۰۱۲۵۱ | 2002 RZ112  | ۵ سپتامبر ۲۰۰۲  |
| ۲۰۱۲۵۲ | 2002 RM116  | ۷ سپتامبر ۲۰۰۲  |
| ۲۰۱۲۵۳ | 2002 RV119  | ۷ سپتامبر ۲۰۰۲  |
| ۲۰۱۲۵۴ | 2002 RG123  | ۸ سپتامبر ۲۰۰۲  |
| ۲۰۱۲۵۵ | 2002 RA124  | ۹ سپتامبر ۲۰۰۲  |
| ۲۰۱۲۵۶ | 2002 RL132  | ۱۱ سپتامبر ۲۰۰۲ |
| ۲۰۱۲۵۷ | 2002 RP138  | ۱۰ سپتامبر ۲۰۰۲ |
| ۲۰۱۲۵۸ | 2002 RZ138  | ۱۰ سپتامبر ۲۰۰۲ |
| ۲۰۱۲۵۹ | 2002 RO141  | ۱۰ سپتامبر ۲۰۰۲ |
| ۲۰۱۲۶۰ | 2002 RQ144  | ۱۱ سپتامبر ۲۰۰۲ |
| ۲۰۱۲۶۱ | 2002 RA151  | ۱۲ سپتامبر ۲۰۰۲ |
| ۲۰۱۲۶۲ | 2002 RC152  | ۱۲ سپتامبر ۲۰۰۲ |
| ۲۰۱۲۶۳ | 2002 RP160  | ۱۲ سپتامبر ۲۰۰۲ |
| ۲۰۱۲۶۴ | 2002 RP161  | ۱۲ سپتامبر ۲۰۰۲ |
| ۲۰۱۲۶۵ | 2002 RF166  | ۱۳ سپتامبر ۲۰۰۲ |
| ۲۰۱۲۶۶ | 2002 RK167  | ۱۳ سپتامبر ۲۰۰۲ |
| ۲۰۱۲۶۷ | 2002 RX183  | ۱۱ سپتامبر ۲۰۰۲ |
| ۲۰۱۲۶۸ | 2002 RQ185  | ۱۲ سپتامبر ۲۰۰۲ |
| ۲۰۱۲۶۹ | 2002 RR185  | ۱۲ سپتامبر ۲۰۰۲ |
| ۲۰۱۲۷۰ | 2002 RE190  | ۱۴ سپتامبر ۲۰۰۲ |
| ۲۰۱۲۷۱ | 2002 RA201  | ۱۳ سپتامبر ۲۰۰۲ |
| ۲۰۱۲۷۲ | 2002 RK201  | ۱۳ سپتامبر ۲۰۰۲ |
| ۲۰۱۲۷۳ | 2002 RP210  | ۱۵ سپتامبر ۲۰۰۲ |
| ۲۰۱۲۷۴ | 2002 RS224  | ۱۳ سپتامبر ۲۰۰۲ |
| ۲۰۱۲۷۵ | 2002 RR228  | ۱۴ سپتامبر ۲۰۰۲ |
| ۲۰۱۲۷۶ | 2002 RN230  | ۱۵ سپتامبر ۲۰۰۲ |
| ۲۰۱۲۷۷ | 2002 RC239  | ۱۴ سپتامبر ۲۰۰۲ |
| ۲۰۱۲۷۸ | 2002 RM243  | ۱۲ سپتامبر ۲۰۰۲ |
| ۲۰۱۲۷۹ | 2002 RT255  | ۴ سپتامبر ۲۰۰۲  |
| ۲۰۱۲۸۰ | 2002 RJ264  | ۱۳ سپتامبر ۲۰۰۲ |
| ۲۰۱۲۸۱ | 2002 RL271  | ۱۴ سپتامبر ۲۰۰۲ |
| ۲۰۱۲۸۲ | 2002 RN278  | ۱۴ سپتامبر ۲۰۰۲ |
| ۲۰۱۲۸۳ | 2002 RP278  | ۱۴ سپتامبر ۲۰۰۲ |
| ۲۰۱۲۸۴ | 2002 SM4    | ۲۷ سپتامبر ۲۰۰۲ |
| ۲۰۱۲۸۵ | 2002 SM5    | ۲۷ سپتامبر ۲۰۰۲ |
| ۲۰۱۲۸۶ | 2002 SD6    | ۲۷ سپتامبر ۲۰۰۲ |
| ۲۰۱۲۸۷ | 2002 SV14   | ۲۷ سپتامبر ۲۰۰۲ |
| ۲۰۱۲۸۸ | 2002 SU16   | ۲۷ سپتامبر ۲۰۰۲ |
| ۲۰۱۲۸۹ | 2002 SY23   | ۲۷ سپتامبر ۲۰۰۲ |
| ۲۰۱۲۹۰ | 2002 SM36   | ۲۹ سپتامبر ۲۰۰۲ |
| ۲۰۱۲۹۱ | 2002 SO41   | ۳۰ سپتامبر ۲۰۰۲ |
| ۲۰۱۲۹۲ | 2002 SF46   | ۲۹ سپتامبر ۲۰۰۲ |
| ۲۰۱۲۹۳ | 2002 SS52   | ۱۸ سپتامبر ۲۰۰۲ |
| ۲۰۱۲۹۴ | 2002 SS53   | ۲۰ سپتامبر ۲۰۰۲ |
| ۲۰۱۲۹۵ | 2002 SA57   | ۳۰ سپتامبر ۲۰۰۲ |
| ۲۰۱۲۹۶ | 2002 SD58   | ۳۰ سپتامبر ۲۰۰۲ |
| ۲۰۱۲۹۷ | 2002 SK60   | ۱۶ سپتامبر ۲۰۰۲ |
| ۲۰۱۲۹۸ | 2002 SV64   | ۱۹ سپتامبر ۲۰۰۲ |
| ۲۰۱۲۹۹ | 2002 SX70   | ۱۶ سپتامبر ۲۰۰۲ |
| ۲۰۱۳۰۰ | 2002 TL6    | ۱ اکتبر ۲۰۰۲    |
| ۲۰۱۳۰۱ | 2002 TR7    | ۱ اکتبر ۲۰۰۲    |
| ۲۰۱۳۰۲ | 2002 TD12   | ۱ اکتبر ۲۰۰۲    |
| ۲۰۱۳۰۳ | 2002 TJ12   | ۱ اکتبر ۲۰۰۲    |
| ۲۰۱۳۰۴ | 2002 TE34   | ۲ اکتبر ۲۰۰۲    |
| ۲۰۱۳۰۵ | 2002 TY41   | ۲ اکتبر ۲۰۰۲    |
| ۲۰۱۳۰۶ | 2002 TL62   | ۳ اکتبر ۲۰۰۲    |
| ۲۰۱۳۰۷ | 2002 TC65   | ۲ اکتبر ۲۰۰۲    |
| ۲۰۱۳۰۸ | Hansgrade   | ۱۰ اکتبر ۲۰۰۲   |
| ۲۰۱۳۰۹ | 2002 TH70   | ۲ اکتبر ۲۰۰۲    |
| ۲۰۱۳۱۰ | 2002 TJ91   | ۳ اکتبر ۲۰۰۲    |
| ۲۰۱۳۱۱ | 2002 TY91   | ۳ اکتبر ۲۰۰۲    |
| ۲۰۱۳۱۲ | 2002 TQ92   | ۱ اکتبر ۲۰۰۲    |
| ۲۰۱۳۱۳ | 2002 TR95   | ۳ اکتبر ۲۰۰۲    |
| ۲۰۱۳۱۴ | 2002 TQ97   | ۲ اکتبر ۲۰۰۲    |
| ۲۰۱۳۱۵ | 2002 TO98   | ۳ اکتبر ۲۰۰۲    |
| ۲۰۱۳۱۶ | 2002 TA112  | ۳ اکتبر ۲۰۰۲    |
| ۲۰۱۳۱۷ | 2002 TX112  | ۳ اکتبر ۲۰۰۲    |
| ۲۰۱۳۱۸ | 2002 TA117  | ۳ اکتبر ۲۰۰۲    |
| ۲۰۱۳۱۹ | 2002 TW118  | ۳ اکتبر ۲۰۰۲    |
| ۲۰۱۳۲۰ | 2002 TC119  | ۳ اکتبر ۲۰۰۲    |
| ۲۰۱۳۲۱ | 2002 TY122  | ۴ اکتبر ۲۰۰۲    |
| ۲۰۱۳۲۲ | 2002 TO124  | ۴ اکتبر ۲۰۰۲    |
| ۲۰۱۳۲۳ | 2002 TJ127  | ۴ اکتبر ۲۰۰۲    |
| ۲۰۱۳۲۴ | 2002 TV127  | ۴ اکتبر ۲۰۰۲    |
| ۲۰۱۳۲۵ | 2002 TQ135  | ۴ اکتبر ۲۰۰۲    |
| ۲۰۱۳۲۶ | 2002 TR136  | ۴ اکتبر ۲۰۰۲    |
| ۲۰۱۳۲۷ | 2002 TO139  | ۴ اکتبر ۲۰۰۲    |
| ۲۰۱۳۲۸ | 2002 TO144  | ۵ اکتبر ۲۰۰۲    |
| ۲۰۱۳۲۹ | 2002 TX146  | ۴ اکتبر ۲۰۰۲    |
| ۲۰۱۳۳۰ | 2002 TM158  | ۵ اکتبر ۲۰۰۲    |
| ۲۰۱۳۳۱ | 2002 TV159  | ۵ اکتبر ۲۰۰۲    |
| ۲۰۱۳۳۲ | 2002 TV160  | ۵ اکتبر ۲۰۰۲    |
| ۲۰۱۳۳۳ | 2002 TA163  | ۵ اکتبر ۲۰۰۲    |
| ۲۰۱۳۳۴ | 2002 TW165  | ۳ اکتبر ۲۰۰۲    |
| ۲۰۱۳۳۵ | 2002 TT166  | ۳ اکتبر ۲۰۰۲    |
| ۲۰۱۳۳۶ | 2002 TU166  | ۳ اکتبر ۲۰۰۲    |
| ۲۰۱۳۳۷ | 2002 TN169  | ۳ اکتبر ۲۰۰۲    |
| ۲۰۱۳۳۸ | 2002 TK175  | ۴ اکتبر ۲۰۰۲    |
| ۲۰۱۳۳۹ | 2002 TQ176  | ۵ اکتبر ۲۰۰۲    |
| ۲۰۱۳۴۰ | 2002 TX185  | ۴ اکتبر ۲۰۰۲    |
| ۲۰۱۳۴۱ | 2002 TH188  | ۴ اکتبر ۲۰۰۲    |
| ۲۰۱۳۴۲ | 2002 TR189  | ۵ اکتبر ۲۰۰۲    |
| ۲۰۱۳۴۳ | 2002 TT189  | ۵ اکتبر ۲۰۰۲    |
| ۲۰۱۳۴۴ | 2002 TL192  | ۵ اکتبر ۲۰۰۲    |
| ۲۰۱۳۴۵ | 2002 TJ198  | ۵ اکتبر ۲۰۰۲    |
| ۲۰۱۳۴۶ | 2002 TW198  | ۵ اکتبر ۲۰۰۲    |
| ۲۰۱۳۴۷ | 2002 TD199  | ۵ اکتبر ۲۰۰۲    |
| ۲۰۱۳۴۸ | 2002 TU204  | ۴ اکتبر ۲۰۰۲    |
| ۲۰۱۳۴۹ | 2002 TY210  | ۷ اکتبر ۲۰۰۲    |
| ۲۰۱۳۵۰ | 2002 TG211  | ۷ اکتبر ۲۰۰۲    |
| ۲۰۱۳۵۱ | 2002 TA213  | ۷ اکتبر ۲۰۰۲    |
| ۲۰۱۳۵۲ | 2002 TR214  | ۴ اکتبر ۲۰۰۲    |
| ۲۰۱۳۵۳ | 2002 TB216  | ۵ اکتبر ۲۰۰۲    |
| ۲۰۱۳۵۴ | 2002 TV222  | ۷ اکتبر ۲۰۰۲    |
| ۲۰۱۳۵۵ | 2002 TM223  | ۷ اکتبر ۲۰۰۲    |
| ۲۰۱۳۵۶ | 2002 TN224  | ۸ اکتبر ۲۰۰۲    |
| ۲۰۱۳۵۷ | 2002 TD231  | ۸ اکتبر ۲۰۰۲    |
| ۲۰۱۳۵۸ | 2002 TW237  | ۶ اکتبر ۲۰۰۲    |
| ۲۰۱۳۵۹ | 2002 TT240  | ۶ اکتبر ۲۰۰۲    |
| ۲۰۱۳۶۰ | 2002 TO242  | ۹ اکتبر ۲۰۰۲    |
| ۲۰۱۳۶۱ | 2002 TX242  | ۹ اکتبر ۲۰۰۲    |
| ۲۰۱۳۶۲ | 2002 TB248  | ۷ اکتبر ۲۰۰۲    |
| ۲۰۱۳۶۳ | 2002 TG252  | ۸ اکتبر ۲۰۰۲    |
| ۲۰۱۳۶۴ | 2002 TU252  | ۸ اکتبر ۲۰۰۲    |
| ۲۰۱۳۶۵ | 2002 TA265  | ۱۰ اکتبر ۲۰۰۲   |
| ۲۰۱۳۶۶ | 2002 TX266  | ۱۰ اکتبر ۲۰۰۲   |
| ۲۰۱۳۶۷ | 2002 TY267  | ۹ اکتبر ۲۰۰۲    |
| ۲۰۱۳۶۸ | 2002 TS270  | ۹ اکتبر ۲۰۰۲    |
| ۲۰۱۳۶۹ | 2002 TA278  | ۱۰ اکتبر ۲۰۰۲   |
| ۲۰۱۳۷۰ | 2002 TY290  | ۱۰ اکتبر ۲۰۰۲   |
| ۲۰۱۳۷۱ | 2002 TP321  | ۵ اکتبر ۲۰۰۲    |
| ۲۰۱۳۷۲ | 2002 TY349  | ۱۰ اکتبر ۲۰۰۲   |
| ۲۰۱۳۷۳ | 2002 TU375  | ۴ اکتبر ۲۰۰۲    |
| ۲۰۱۳۷۴ | 2002 TM381  | ۹ اکتبر ۲۰۰۲    |
| ۲۰۱۳۷۵ | 2002 UE5    | ۲۸ اکتبر ۲۰۰۲   |
| ۲۰۱۳۷۶ | 2002 UN5    | ۲۸ اکتبر ۲۰۰۲   |
| ۲۰۱۳۷۷ | 2002 UN15   | ۳۰ اکتبر ۲۰۰۲   |
| ۲۰۱۳۷۸ | 2002 UO15   | ۳۰ اکتبر ۲۰۰۲   |
| ۲۰۱۳۷۹ | 2002 UY28   | ۳۱ اکتبر ۲۰۰۲   |
| ۲۰۱۳۸۰ | 2002 UE34   | ۳۰ اکتبر ۲۰۰۲   |
| ۲۰۱۳۸۱ | 2002 UJ39   | ۳۱ اکتبر ۲۰۰۲   |
| ۲۰۱۳۸۲ | 2002 UA49   | ۳۱ اکتبر ۲۰۰۲   |
| ۲۰۱۳۸۳ | 2002 UT61   | ۳۰ اکتبر ۲۰۰۲   |
| ۲۰۱۳۸۴ | 2002 UT71   | ۳۱ اکتبر ۲۰۰۲   |
| ۲۰۱۳۸۵ | 2002 VB6    | ۲ نوامبر ۲۰۰۲   |
| ۲۰۱۳۸۶ | 2002 VN9    | ۱ نوامبر ۲۰۰۲   |
| ۲۰۱۳۸۷ | 2002 VV14   | ۶ نوامبر ۲۰۰۲   |
| ۲۰۱۳۸۸ | 2002 VW16   | ۵ نوامبر ۲۰۰۲   |
| ۲۰۱۳۸۹ | 2002 VB19   | ۴ نوامبر ۲۰۰۲   |
| ۲۰۱۳۹۰ | 2002 VD21   | ۵ نوامبر ۲۰۰۲   |
| ۲۰۱۳۹۱ | 2002 VY24   | ۵ نوامبر ۲۰۰۲   |
| ۲۰۱۳۹۲ | 2002 VC41   | ۲ نوامبر ۲۰۰۲   |
| ۲۰۱۳۹۳ | 2002 VN41   | ۵ نوامبر ۲۰۰۲   |
| ۲۰۱۳۹۴ | 2002 VG52   | ۶ نوامبر ۲۰۰۲   |
| ۲۰۱۳۹۵ | 2002 VS53   | ۶ نوامبر ۲۰۰۲   |
| ۲۰۱۳۹۶ | 2002 VN61   | ۵ نوامبر ۲۰۰۲   |
| ۲۰۱۳۹۷ | 2002 VR68   | ۷ نوامبر ۲۰۰۲   |
| ۲۰۱۳۹۸ | 2002 VH71   | ۷ نوامبر ۲۰۰۲   |
| ۲۰۱۳۹۹ | 2002 VT72   | ۷ نوامبر ۲۰۰۲   |
| ۲۰۱۴۰۰ | 2002 VW77   | ۷ نوامبر ۲۰۰۲   |
| ۲۰۱۴۰۱ | 2002 VE85   | ۱۱ نوامبر ۲۰۰۲  |
| ۲۰۱۴۰۲ | 2002 VA89   | ۱۱ نوامبر ۲۰۰۲  |
| ۲۰۱۴۰۳ | 2002 VJ89   | ۱۱ نوامبر ۲۰۰۲  |
| ۲۰۱۴۰۴ | 2002 VE90   | ۱۱ نوامبر ۲۰۰۲  |
| ۲۰۱۴۰۵ | 2002 VM95   | ۱۱ نوامبر ۲۰۰۲  |
| ۲۰۱۴۰۶ | 2002 VZ97   | ۱۲ نوامبر ۲۰۰۲  |
| ۲۰۱۴۰۷ | 2002 VK118  | ۱۱ نوامبر ۲۰۰۲  |
| ۲۰۱۴۰۸ | 2002 VL118  | ۱۱ نوامبر ۲۰۰۲  |
| ۲۰۱۴۰۹ | 2002 VF141  | ۱۳ نوامبر ۲۰۰۲  |
| ۲۰۱۴۰۹ | 2002 WB     | ۱۶ نوامبر ۲۰۰۲  |
| ۲۰۱۴۱۱ | 2002 WY3    | ۲۴ نوامبر ۲۰۰۲  |
| ۲۰۱۴۱۲ | 2002 WF6    | ۲۴ نوامبر ۲۰۰۲  |
| ۲۰۱۴۱۳ | 2002 WC14   | ۲۸ نوامبر ۲۰۰۲  |
| ۲۰۱۴۱۳ | 2002 XT     | ۱ دسامبر ۲۰۰۲   |
| ۲۰۱۴۱۵ | 2002 XH13   | ۳ دسامبر ۲۰۰۲   |
| ۲۰۱۴۱۶ | 2002 XV15   | ۳ دسامبر ۲۰۰۲   |
| ۲۰۱۴۱۷ | 2002 XD32   | ۶ دسامبر ۲۰۰۲   |
| ۲۰۱۴۱۸ | 2002 XR33   | ۵ دسامبر ۲۰۰۲   |
| ۲۰۱۴۱۹ | 2002 XE42   | ۶ دسامبر ۲۰۰۲   |
| ۲۰۱۴۲۰ | 2002 XG56   | ۹ دسامبر ۲۰۰۲   |
| ۲۰۱۴۲۱ | 2002 XA58   | ۱۱ دسامبر ۲۰۰۲  |
| ۲۰۱۴۲۲ | 2002 XE90   | ۱۴ دسامبر ۲۰۰۲  |
| ۲۰۱۴۲۳ | 2002 XF116  | ۷ دسامبر ۲۰۰۲   |
| ۲۰۱۴۲۴ | 2002 YQ7    | ۳۰ دسامبر ۲۰۰۲  |
| ۲۰۱۴۲۵ | 2002 YP14   | ۳۱ دسامبر ۲۰۰۲  |
| ۲۰۱۴۲۶ | 2003 AG14   | ۲ ژانویه ۲۰۰۳   |
| ۲۰۱۴۲۷ | 2003 AM28   | ۴ ژانویه ۲۰۰۳   |
| ۲۰۱۴۲۸ | 2003 AQ56   | ۵ ژانویه ۲۰۰۳   |
| ۲۰۱۴۲۹ | 2003 AH66   | ۷ ژانویه ۲۰۰۳   |
| ۲۰۱۴۳۰ | 2003 AK66   | ۷ ژانویه ۲۰۰۳   |
| ۲۰۱۴۳۱ | 2003 BZ34   | ۲۷ ژانویه ۲۰۰۳  |
| ۲۰۱۴۳۲ | 2003 BS43   | ۲۷ ژانویه ۲۰۰۳  |
| ۲۰۱۴۳۳ | 2003 BB52   | ۲۷ ژانویه ۲۰۰۳  |
| ۲۰۱۴۳۴ | 2003 BD56   | ۲۸ ژانویه ۲۰۰۳  |
| ۲۰۱۴۳۵ | 2003 BQ89   | ۲۸ ژانویه ۲۰۰۳  |
| ۲۰۱۴۳۶ | 2003 DX1    | ۲۱ فوریه ۲۰۰۳   |
| ۲۰۱۴۳۷ | 2003 DN19   | ۲۲ فوریه ۲۰۰۳   |
| ۲۰۱۴۳۸ | 2003 EQ20   | ۶ مارس ۲۰۰۳     |
| ۲۰۱۴۳۹ | 2003 EU23   | ۶ مارس ۲۰۰۳     |
| ۲۰۱۴۴۰ | 2003 EU26   | ۶ مارس ۲۰۰۳     |
| ۲۰۱۴۴۱ | 2003 EE27   | ۶ مارس ۲۰۰۳     |
| ۲۰۱۴۴۲ | 2003 EQ34   | ۷ مارس ۲۰۰۳     |
| ۲۰۱۴۴۳ | 2003 EO35   | ۷ مارس ۲۰۰۳     |
| ۲۰۱۴۴۴ | 2003 EZ44   | ۷ مارس ۲۰۰۳     |
| ۲۰۱۴۴۵ | 2003 FH15   | ۲۳ مارس ۲۰۰۳    |
| ۲۰۱۴۴۶ | 2003 FM48   | ۲۴ مارس ۲۰۰۳    |
| ۲۰۱۴۴۷ | 2003 FQ50   | ۲۵ مارس ۲۰۰۳    |
| ۲۰۱۴۴۸ | 2003 FE53   | ۲۵ مارس ۲۰۰۳    |
| ۲۰۱۴۴۹ | 2003 FY58   | ۲۶ مارس ۲۰۰۳    |
| ۲۰۱۴۵۰ | 2003 FT63   | ۲۶ مارس ۲۰۰۳    |
| ۲۰۱۴۵۱ | 2003 FU65   | ۲۶ مارس ۲۰۰۳    |
| ۲۰۱۴۵۲ | 2003 FJ68   | ۲۶ مارس ۲۰۰۳    |
| ۲۰۱۴۵۳ | 2003 FV73   | ۲۶ مارس ۲۰۰۳    |
| ۲۰۱۴۵۴ | 2003 FM74   | ۲۶ مارس ۲۰۰۳    |
| ۲۰۱۴۵۵ | 2003 FU78   | ۲۷ مارس ۲۰۰۳    |
| ۲۰۱۴۵۶ | 2003 FX79   | ۲۷ مارس ۲۰۰۳    |
| ۲۰۱۴۵۷ | 2003 FC92   | ۲۹ مارس ۲۰۰۳    |
| ۲۰۱۴۵۸ | 2003 FV96   | ۳۰ مارس ۲۰۰۳    |
| ۲۰۱۴۵۹ | 2003 FG97   | ۳۰ مارس ۲۰۰۳    |
| ۲۰۱۴۶۰ | 2003 FJ99   | ۳۰ مارس ۲۰۰۳    |
| ۲۰۱۴۶۱ | 2003 FD101  | ۳۱ مارس ۲۰۰۳    |
| ۲۰۱۴۶۲ | 2003 FZ103  | ۲۴ مارس ۲۰۰۳    |
| ۲۰۱۴۶۳ | 2003 FC108  | ۳۱ مارس ۲۰۰۳    |
| ۲۰۱۴۶۴ | 2003 FV108  | ۳۱ مارس ۲۰۰۳    |
| ۲۰۱۴۶۵ | 2003 FB119  | ۲۶ مارس ۲۰۰۳    |
| ۲۰۱۴۶۶ | 2003 FG120  | ۲۳ مارس ۲۰۰۳    |
| ۲۰۱۴۶۷ | 2003 FQ121  | ۲۵ مارس ۲۰۰۳    |
| ۲۰۱۴۶۸ | 2003 FL130  | ۲۴ مارس ۲۰۰۳    |
| ۲۰۱۴۶۹ | 2003 GQ1    | ۱ آوریل ۲۰۰۳    |
| ۲۰۱۴۷۰ | 2003 GP17   | ۳ آوریل ۲۰۰۳    |
| ۲۰۱۴۷۱ | 2003 GV18   | ۴ آوریل ۲۰۰۳    |
| ۲۰۱۴۷۲ | 2003 GZ19   | ۵ آوریل ۲۰۰۳    |
| ۲۰۱۴۷۳ | 2003 GV22   | ۳ آوریل ۲۰۰۳    |
| ۲۰۱۴۷۴ | 2003 GN27   | ۷ آوریل ۲۰۰۳    |
| ۲۰۱۴۷۵ | 2003 GV28   | ۴ آوریل ۲۰۰۳    |
| ۲۰۱۴۷۶ | 2003 GS34   | ۷ آوریل ۲۰۰۳    |
| ۲۰۱۴۷۷ | 2003 GN37   | ۷ آوریل ۲۰۰۳    |
| ۲۰۱۴۷۸ | 2003 GT37   | ۷ آوریل ۲۰۰۳    |
| ۲۰۱۴۷۹ | 2003 GX49   | ۱۰ آوریل ۲۰۰۳   |
| ۲۰۱۴۸۰ | 2003 GF54   | ۴ آوریل ۲۰۰۳    |
| ۲۰۱۴۸۱ | 2003 HG1    | ۲۱ آوریل ۲۰۰۳   |
| ۲۰۱۴۸۲ | 2003 HU4    | ۲۴ آوریل ۲۰۰۳   |
| ۲۰۱۴۸۳ | 2003 HT7    | ۲۴ آوریل ۲۰۰۳   |
| ۲۰۱۴۸۴ | 2003 HC13   | ۲۴ آوریل ۲۰۰۳   |
| ۲۰۱۴۸۵ | 2003 HE20   | ۲۶ آوریل ۲۰۰۳   |
| ۲۰۱۴۸۶ | 2003 HX21   | ۲۷ آوریل ۲۰۰۳   |
| ۲۰۱۴۸۷ | 2003 HA36   | ۲۷ آوریل ۲۰۰۳   |
| ۲۰۱۴۸۸ | 2003 HJ39   | ۲۹ آوریل ۲۰۰۳   |
| ۲۰۱۴۸۹ | 2003 HT39   | ۲۹ آوریل ۲۰۰۳   |
| ۲۰۱۴۹۰ | 2003 HX51   | ۳۰ آوریل ۲۰۰۳   |
| ۲۰۱۴۹۱ | 2003 HG53   | ۳۰ آوریل ۲۰۰۳   |
| ۲۰۱۴۹۲ | 2003 HZ53   | ۲۴ آوریل ۲۰۰۳   |
| ۲۰۱۴۹۳ | 2003 JL1    | ۱ مه ۲۰۰۳       |
| ۲۰۱۴۹۴ | 2003 JM1    | ۱ مه ۲۰۰۳       |
| ۲۰۱۴۹۵ | 2003 JO3    | ۲ مه ۲۰۰۳       |
| ۲۰۱۴۹۶ | 2003 JS4    | ۱ مه ۲۰۰۳       |
| ۲۰۱۴۹۷ | Marcelroche | ۲ مه ۲۰۰۳       |
| ۲۰۱۴۹۸ | 2003 KN9    | ۲۵ مه ۲۰۰۳      |
| ۲۰۱۴۹۹ | 2003 KV18   | ۲۶ مه ۲۰۰۳      |
| ۲۰۱۵۰۰ | 2003 LV2    | ۲ ژوئن ۲۰۰۳     |
| ۲۰۱۵۰۱ | 2003 LV4    | ۵ ژوئن ۲۰۰۳     |
| ۲۰۱۵۰۲ | 2003 MK3    | ۲۵ ژوئن ۲۰۰۳    |
| ۲۰۱۵۰۳ | 2003 MR5    | ۲۶ ژوئن ۲۰۰۳    |
| ۲۰۱۵۰۴ | 2003 MW9    | ۲۸ ژوئن ۲۰۰۳    |
| ۲۰۱۵۰۵ | 2003 MD13   | ۲۶ ژوئن ۲۰۰۳    |
| ۲۰۱۵۰۵ | 2003 NQ     | ۱ ژوئیه ۲۰۰۳    |
| ۲۰۱۵۰۷ | 2003 NC8    | ۸ ژوئیه ۲۰۰۳    |
| ۲۰۱۵۰۸ | 2003 OD1    | ۲۲ ژوئیه ۲۰۰۳   |
| ۲۰۱۵۰۹ | 2003 OP5    | ۲۳ ژوئیه ۲۰۰۳   |
| ۲۰۱۵۱۰ | 2003 OT5    | ۲۴ ژوئیه ۲۰۰۳   |
| ۲۰۱۵۱۱ | 2003 OY5    | ۲۴ ژوئیه ۲۰۰۳   |
| ۲۰۱۵۱۲ | 2003 OF9    | ۲۳ ژوئیه ۲۰۰۳   |
| ۲۰۱۵۱۳ | 2003 OU15   | ۲۳ ژوئیه ۲۰۰۳   |
| ۲۰۱۵۱۴ | 2003 OV19   | ۳۱ ژوئیه ۲۰۰۳   |
| ۲۰۱۵۱۵ | 2003 OS21   | ۲۸ ژوئیه ۲۰۰۳   |
| ۲۰۱۵۱۶ | 2003 OE29   | ۲۴ ژوئیه ۲۰۰۳   |
| ۲۰۱۵۱۷ | 2003 OF29   | ۲۴ ژوئیه ۲۰۰۳   |
| ۲۰۱۵۱۸ | 2003 OH29   | ۲۴ ژوئیه ۲۰۰۳   |
| ۲۰۱۵۱۹ | 2003 OV31   | ۲۴ ژوئیه ۲۰۰۳   |
| ۲۰۱۵۲۰ | 2003 PD4    | ۲ اوت ۲۰۰۳      |
| ۲۰۱۵۲۱ | 2003 QX1    | ۱۹ اوت ۲۰۰۳     |
| ۲۰۱۵۲۲ | 2003 QC2    | ۱۹ اوت ۲۰۰۳     |
| ۲۰۱۵۲۳ | 2003 QX8    | ۲۰ اوت ۲۰۰۳     |
| ۲۰۱۵۲۴ | 2003 QX11   | ۲۱ اوت ۲۰۰۳     |
| ۲۰۱۵۲۵ | 2003 QY12   | ۲۲ اوت ۲۰۰۳     |
| ۲۰۱۵۲۶ | 2003 QZ17   | ۲۲ اوت ۲۰۰۳     |
| ۲۰۱۵۲۷ | 2003 QT18   | ۲۲ اوت ۲۰۰۳     |
| ۲۰۱۵۲۸ | 2003 QL20   | ۲۲ اوت ۲۰۰۳     |
| ۲۰۱۵۲۹ | 2003 QS24   | ۲۲ اوت ۲۰۰۳     |
| ۲۰۱۵۳۰ | 2003 QL25   | ۲۲ اوت ۲۰۰۳     |
| ۲۰۱۵۳۱ | 2003 QE39   | ۲۲ اوت ۲۰۰۳     |
| ۲۰۱۵۳۲ | 2003 QM49   | ۲۲ اوت ۲۰۰۳     |
| ۲۰۱۵۳۳ | 2003 QY50   | ۲۲ اوت ۲۰۰۳     |
| ۲۰۱۵۳۴ | 2003 QV61   | ۲۳ اوت ۲۰۰۳     |
| ۲۰۱۵۳۵ | 2003 QV62   | ۲۳ اوت ۲۰۰۳     |
| ۲۰۱۵۳۶ | 2003 QG67   | ۲۳ اوت ۲۰۰۳     |
| ۲۰۱۵۳۷ | 2003 QA71   | ۲۳ اوت ۲۰۰۳     |
| ۲۰۱۵۳۸ | 2003 QC73   | ۲۴ اوت ۲۰۰۳     |
| ۲۰۱۵۳۹ | 2003 QA75   | ۲۴ اوت ۲۰۰۳     |
| ۲۰۱۵۴۰ | 2003 QE76   | ۲۴ اوت ۲۰۰۳     |
| ۲۰۱۵۴۱ | 2003 QH95   | ۲۹ اوت ۲۰۰۳     |
| ۲۰۱۵۴۲ | 2003 QF96   | ۳۰ اوت ۲۰۰۳     |
| ۲۰۱۵۴۳ | 2003 QU100  | ۲۸ اوت ۲۰۰۳     |
| ۲۰۱۵۴۴ | 2003 QY100  | ۲۸ اوت ۲۰۰۳     |
| ۲۰۱۵۴۵ | 2003 QF103  | ۳۱ اوت ۲۰۰۳     |
| ۲۰۱۵۴۶ | 2003 QT103  | ۳۱ اوت ۲۰۰۳     |
| ۲۰۱۵۴۷ | 2003 QN106  | ۳۱ اوت ۲۰۰۳     |
| ۲۰۱۵۴۸ | 2003 QQ110  | ۳۱ اوت ۲۰۰۳     |
| ۲۰۱۵۴۸ | 2003 RN     | ۱ سپتامبر ۲۰۰۳  |
| ۲۰۱۵۵۰ | 2003 RC15   | ۱۵ سپتامبر ۲۰۰۳ |
| ۲۰۱۵۵۱ | 2003 RH15   | ۱۵ سپتامبر ۲۰۰۳ |
| ۲۰۱۵۵۲ | 2003 RQ16   | ۱۵ سپتامبر ۲۰۰۳ |
| ۲۰۱۵۵۳ | 2003 RD17   | ۱۵ سپتامبر ۲۰۰۳ |
| ۲۰۱۵۵۴ | 2003 RG17   | ۱۵ سپتامبر ۲۰۰۳ |
| ۲۰۱۵۵۵ | 2003 RY18   | ۱۵ سپتامبر ۲۰۰۳ |
| ۲۰۱۵۵۶ | 2003 RZ18   | ۱۵ سپتامبر ۲۰۰۳ |
| ۲۰۱۵۵۷ | 2003 RC26   | ۳ سپتامبر ۲۰۰۳  |
| ۲۰۱۵۵۸ | 2003 RC27   | ۱ سپتامبر ۲۰۰۳  |
| ۲۰۱۵۵۹ | 2003 SS2    | ۱۶ سپتامبر ۲۰۰۳ |
| ۲۰۱۵۶۰ | 2003 SB8    | ۱۶ سپتامبر ۲۰۰۳ |
| ۲۰۱۵۶۱ | 2003 SX10   | ۱۷ سپتامبر ۲۰۰۳ |
| ۲۰۱۵۶۲ | 2003 SF13   | ۱۶ سپتامبر ۲۰۰۳ |
| ۲۰۱۵۶۳ | 2003 SK16   | ۱۷ سپتامبر ۲۰۰۳ |
| ۲۰۱۵۶۴ | 2003 SW16   | ۱۷ سپتامبر ۲۰۰۳ |
| ۲۰۱۵۶۵ | 2003 SQ28   | ۱۸ سپتامبر ۲۰۰۳ |
| ۲۰۱۵۶۶ | 2003 SM29   | ۱۸ سپتامبر ۲۰۰۳ |
| ۲۰۱۵۶۷ | 2003 SN29   | ۱۸ سپتامبر ۲۰۰۳ |
| ۲۰۱۵۶۸ | 2003 SQ38   | ۱۶ سپتامبر ۲۰۰۳ |
| ۲۰۱۵۶۹ | 2003 SM47   | ۱۷ سپتامبر ۲۰۰۳ |
| ۲۰۱۵۷۰ | 2003 SD49   | ۱۸ سپتامبر ۲۰۰۳ |
| ۲۰۱۵۷۱ | 2003 SP50   | ۱۸ سپتامبر ۲۰۰۳ |
| ۲۰۱۵۷۲ | 2003 SE52   | ۱۸ سپتامبر ۲۰۰۳ |
| ۲۰۱۵۷۳ | 2003 SK59   | ۱۷ سپتامبر ۲۰۰۳ |
| ۲۰۱۵۷۴ | 2003 SQ61   | ۱۷ سپتامبر ۲۰۰۳ |
| ۲۰۱۵۷۵ | 2003 SX65   | ۱۸ سپتامبر ۲۰۰۳ |
| ۲۰۱۵۷۶ | 2003 SX69   | ۱۷ سپتامبر ۲۰۰۳ |
| ۲۰۱۵۷۷ | 2003 SR70   | ۱۸ سپتامبر ۲۰۰۳ |
| ۲۰۱۵۷۸ | 2003 ST71   | ۱۸ سپتامبر ۲۰۰۳ |
| ۲۰۱۵۷۹ | 2003 SA80   | ۱۹ سپتامبر ۲۰۰۳ |
| ۲۰۱۵۸۰ | 2003 SC80   | ۱۹ سپتامبر ۲۰۰۳ |
| ۲۰۱۵۸۱ | 2003 SS80   | ۱۹ سپتامبر ۲۰۰۳ |
| ۲۰۱۵۸۲ | 2003 SX85   | ۱۶ سپتامبر ۲۰۰۳ |
| ۲۰۱۵۸۳ | 2003 SJ87   | ۱۷ سپتامبر ۲۰۰۳ |
| ۲۰۱۵۸۴ | 2003 SX87   | ۱۷ سپتامبر ۲۰۰۳ |
| ۲۰۱۵۸۵ | 2003 SK90   | ۱۸ سپتامبر ۲۰۰۳ |
| ۲۰۱۵۸۶ | 2003 SF97   | ۱۹ سپتامبر ۲۰۰۳ |
| ۲۰۱۵۸۷ | 2003 SU104  | ۲۰ سپتامبر ۲۰۰۳ |
| ۲۰۱۵۸۸ | 2003 SS119  | ۱۷ سپتامبر ۲۰۰۳ |
| ۲۰۱۵۸۹ | 2003 SU120  | ۱۷ سپتامبر ۲۰۰۳ |
| ۲۰۱۵۹۰ | 2003 SZ127  | ۲۰ سپتامبر ۲۰۰۳ |
| ۲۰۱۵۹۱ | 2003 SU128  | ۲۰ سپتامبر ۲۰۰۳ |
| ۲۰۱۵۹۲ | 2003 SE129  | ۲۰ سپتامبر ۲۰۰۳ |
| ۲۰۱۵۹۳ | 2003 SX139  | ۱۸ سپتامبر ۲۰۰۳ |
| ۲۰۱۵۹۴ | 2003 SZ143  | ۲۱ سپتامبر ۲۰۰۳ |
| ۲۰۱۵۹۵ | 2003 SC146  | ۲۰ سپتامبر ۲۰۰۳ |
| ۲۰۱۵۹۶ | 2003 ST148  | ۱۶ سپتامبر ۲۰۰۳ |
| ۲۰۱۵۹۷ | 2003 SV151  | ۱۸ سپتامبر ۲۰۰۳ |
| ۲۰۱۵۹۸ | 2003 SA155  | ۱۹ سپتامبر ۲۰۰۳ |
| ۲۰۱۵۹۹ | 2003 SH164  | ۲۰ سپتامبر ۲۰۰۳ |
| ۲۰۱۶۰۰ | 2003 SR174  | ۱۸ سپتامبر ۲۰۰۳ |
| ۲۰۱۶۰۱ | 2003 SU174  | ۱۸ سپتامبر ۲۰۰۳ |
| ۲۰۱۶۰۲ | 2003 SU187  | ۲۲ سپتامبر ۲۰۰۳ |
| ۲۰۱۶۰۳ | 2003 SC190  | ۲۴ سپتامبر ۲۰۰۳ |
| ۲۰۱۶۰۴ | 2003 SW192  | ۲۰ سپتامبر ۲۰۰۳ |
| ۲۰۱۶۰۵ | 2003 SZ195  | ۲۰ سپتامبر ۲۰۰۳ |
| ۲۰۱۶۰۶ | 2003 SC196  | ۲۰ سپتامبر ۲۰۰۳ |
| ۲۰۱۶۰۷ | 2003 SG196  | ۲۰ سپتامبر ۲۰۰۳ |
| ۲۰۱۶۰۸ | 2003 SK198  | ۲۱ سپتامبر ۲۰۰۳ |
| ۲۰۱۶۰۹ | 2003 SS201  | ۲۶ سپتامبر ۲۰۰۳ |
| ۲۰۱۶۱۰ | 2003 SA202  | ۲۰ سپتامبر ۲۰۰۳ |
| ۲۰۱۶۱۱ | 2003 SP203  | ۲۲ سپتامبر ۲۰۰۳ |
| ۲۰۱۶۱۲ | 2003 SB205  | ۲۲ سپتامبر ۲۰۰۳ |
| ۲۰۱۶۱۳ | 2003 SQ212  | ۲۵ سپتامبر ۲۰۰۳ |
| ۲۰۱۶۱۴ | 2003 SN217  | ۲۷ سپتامبر ۲۰۰۳ |
| ۲۰۱۶۱۵ | 2003 SV220  | ۲۹ سپتامبر ۲۰۰۳ |
| ۲۰۱۶۱۶ | 2003 ST226  | ۲۶ سپتامبر ۲۰۰۳ |
| ۲۰۱۶۱۷ | 2003 SB233  | ۲۵ سپتامبر ۲۰۰۳ |
| ۲۰۱۶۱۸ | 2003 SN233  | ۲۵ سپتامبر ۲۰۰۳ |
| ۲۰۱۶۱۹ | 2003 SR247  | ۲۶ سپتامبر ۲۰۰۳ |
| ۲۰۱۶۲۰ | 2003 SQ248  | ۲۶ سپتامبر ۲۰۰۳ |
| ۲۰۱۶۲۱ | 2003 SJ252  | ۲۶ سپتامبر ۲۰۰۳ |
| ۲۰۱۶۲۲ | 2003 SW252  | ۲۷ سپتامبر ۲۰۰۳ |
| ۲۰۱۶۲۳ | 2003 SE253  | ۲۷ سپتامبر ۲۰۰۳ |
| ۲۰۱۶۲۴ | 2003 SQ253  | ۲۷ سپتامبر ۲۰۰۳ |
| ۲۰۱۶۲۵ | 2003 SV258  | ۲۸ سپتامبر ۲۰۰۳ |
| ۲۰۱۶۲۶ | 2003 SB259  | ۲۸ سپتامبر ۲۰۰۳ |
| ۲۰۱۶۲۷ | 2003 SA260  | ۲۸ سپتامبر ۲۰۰۳ |
| ۲۰۱۶۲۸ | 2003 SO262  | ۲۸ سپتامبر ۲۰۰۳ |
| ۲۰۱۶۲۹ | 2003 SQ262  | ۲۸ سپتامبر ۲۰۰۳ |
| ۲۰۱۶۳۰ | 2003 SU266  | ۲۹ سپتامبر ۲۰۰۳ |
| ۲۰۱۶۳۱ | 2003 SG271  | ۲۵ سپتامبر ۲۰۰۳ |
| ۲۰۱۶۳۲ | 2003 SS277  | ۳۰ سپتامبر ۲۰۰۳ |
| ۲۰۱۶۳۳ | 2003 SY279  | ۱۸ سپتامبر ۲۰۰۳ |
| ۲۰۱۶۳۴ | 2003 SQ284  | ۲۰ سپتامبر ۲۰۰۳ |
| ۲۰۱۶۳۵ | 2003 SE286  | ۲۰ سپتامبر ۲۰۰۳ |
| ۲۰۱۶۳۶ | 2003 SJ297  | ۱۸ سپتامبر ۲۰۰۳ |
| ۲۰۱۶۳۷ | 2003 SB299  | ۲۹ سپتامبر ۲۰۰۳ |
| ۲۰۱۶۳۸ | 2003 SO311  | ۲۹ سپتامبر ۲۰۰۳ |
| ۲۰۱۶۳۹ | 2003 SX318  | ۱۹ سپتامبر ۲۰۰۳ |
| ۲۰۱۶۴۰ | 2003 SS326  | ۱۸ سپتامبر ۲۰۰۳ |
| ۲۰۱۶۴۱ | 2003 SU337  | ۱۸ سپتامبر ۲۰۰۳ |
| ۲۰۱۶۴۲ | 2003 SA338  | ۲۲ سپتامبر ۲۰۰۳ |
| ۲۰۱۶۴۳ | 2003 SC340  | ۲۸ سپتامبر ۲۰۰۳ |
| ۲۰۱۶۴۴ | 2003 SD355  | ۲۵ سپتامبر ۲۰۰۳ |
| ۲۰۱۶۴۵ | 2003 SM362  | ۲۲ سپتامبر ۲۰۰۳ |
| ۲۰۱۶۴۶ | 2003 SJ376  | ۲۶ سپتامبر ۲۰۰۳ |
| ۲۰۱۶۴۷ | 2003 SS429  | ۲۸ سپتامبر ۲۰۰۳ |
| ۲۰۱۶۴۸ | 2003 SF430  | ۳۰ سپتامبر ۲۰۰۳ |
| ۲۰۱۶۴۹ | 2003 TX1    | ۵ اکتبر ۲۰۰۳    |
| ۲۰۱۶۵۰ | 2003 TS3    | ۱ اکتبر ۲۰۰۳    |
| ۲۰۱۶۵۱ | 2003 TA7    | ۱ اکتبر ۲۰۰۳    |
| ۲۰۱۶۵۲ | 2003 TE8    | ۱ اکتبر ۲۰۰۳    |
| ۲۰۱۶۵۳ | 2003 TZ8    | ۳ اکتبر ۲۰۰۳    |
| ۲۰۱۶۵۴ | 2003 TU10   | ۱۴ اکتبر ۲۰۰۳   |
| ۲۰۱۶۵۵ | 2003 TY10   | ۱۵ اکتبر ۲۰۰۳   |
| ۲۰۱۶۵۶ | 2003 TR14   | ۱۴ اکتبر ۲۰۰۳   |
| ۲۰۱۶۵۷ | 2003 TV15   | ۱۵ اکتبر ۲۰۰۳   |
| ۲۰۱۶۵۸ | 2003 TN20   | ۱۴ اکتبر ۲۰۰۳   |
| ۲۰۱۶۵۹ | 2003 TO28   | ۱ اکتبر ۲۰۰۳    |
| ۲۰۱۶۶۰ | 2003 TW45   | ۳ اکتبر ۲۰۰۳    |
| ۲۰۱۶۶۱ | 2003 UU3    | ۱۶ اکتبر ۲۰۰۳   |
| ۲۰۱۶۶۲ | 2003 UA9    | ۱۷ اکتبر ۲۰۰۳   |
| ۲۰۱۶۶۳ | 2003 UB12   | ۱۹ اکتبر ۲۰۰۳   |
| ۲۰۱۶۶۴ | 2003 UW13   | ۱۶ اکتبر ۲۰۰۳   |
| ۲۰۱۶۶۵ | 2003 UK23   | ۲۲ اکتبر ۲۰۰۳   |
| ۲۰۱۶۶۶ | 2003 UN50   | ۱۷ اکتبر ۲۰۰۳   |
| ۲۰۱۶۶۷ | 2003 UX51   | ۱۸ اکتبر ۲۰۰۳   |
| ۲۰۱۶۶۸ | 2003 UG57   | ۲۶ اکتبر ۲۰۰۳   |
| ۲۰۱۶۶۹ | 2003 UK58   | ۱۶ اکتبر ۲۰۰۳   |
| ۲۰۱۶۷۰ | 2003 UT60   | ۱۶ اکتبر ۲۰۰۳   |
| ۲۰۱۶۷۱ | 2003 UZ70   | ۱۸ اکتبر ۲۰۰۳   |
| ۲۰۱۶۷۲ | 2003 UK73   | ۱۹ اکتبر ۲۰۰۳   |
| ۲۰۱۶۷۳ | 2003 UK77   | ۱۷ اکتبر ۲۰۰۳   |
| ۲۰۱۶۷۴ | 2003 UH80   | ۱۶ اکتبر ۲۰۰۳   |
| ۲۰۱۶۷۵ | 2003 UV81   | ۱۸ اکتبر ۲۰۰۳   |
| ۲۰۱۶۷۶ | 2003 UC85   | ۱۸ اکتبر ۲۰۰۳   |
| ۲۰۱۶۷۷ | 2003 UY86   | ۱۸ اکتبر ۲۰۰۳   |
| ۲۰۱۶۷۸ | 2003 UH88   | ۱۹ اکتبر ۲۰۰۳   |
| ۲۰۱۶۷۹ | 2003 UT88   | ۱۹ اکتبر ۲۰۰۳   |
| ۲۰۱۶۸۰ | 2003 UJ92   | ۲۰ اکتبر ۲۰۰۳   |
| ۲۰۱۶۸۱ | 2003 UB94   | ۱۸ اکتبر ۲۰۰۳   |
| ۲۰۱۶۸۲ | 2003 UB96   | ۱۸ اکتبر ۲۰۰۳   |
| ۲۰۱۶۸۳ | 2003 UA99   | ۱۹ اکتبر ۲۰۰۳   |
| ۲۰۱۶۸۴ | 2003 UC104  | ۱۷ اکتبر ۲۰۰۳   |
| ۲۰۱۶۸۵ | 2003 UN107  | ۱۹ اکتبر ۲۰۰۳   |
| ۲۰۱۶۸۶ | 2003 UY107  | ۱۹ اکتبر ۲۰۰۳   |
| ۲۰۱۶۸۷ | 2003 UH109  | ۱۹ اکتبر ۲۰۰۳   |
| ۲۰۱۶۸۸ | 2003 UA114  | ۲۰ اکتبر ۲۰۰۳   |
| ۲۰۱۶۸۹ | 2003 UO116  | ۲۱ اکتبر ۲۰۰۳   |
| ۲۰۱۶۹۰ | 2003 UO119  | ۱۸ اکتبر ۲۰۰۳   |
| ۲۰۱۶۹۱ | 2003 UW119  | ۱۸ اکتبر ۲۰۰۳   |
| ۲۰۱۶۹۲ | 2003 UC121  | ۱۸ اکتبر ۲۰۰۳   |
| ۲۰۱۶۹۳ | 2003 UC124  | ۲۰ اکتبر ۲۰۰۳   |
| ۲۰۱۶۹۴ | 2003 UA128  | ۲۱ اکتبر ۲۰۰۳   |
| ۲۰۱۶۹۵ | 2003 UQ131  | ۱۹ اکتبر ۲۰۰۳   |
| ۲۰۱۶۹۶ | 2003 UT131  | ۱۹ اکتبر ۲۰۰۳   |
| ۲۰۱۶۹۷ | 2003 UX131  | ۱۹ اکتبر ۲۰۰۳   |
| ۲۰۱۶۹۸ | 2003 UX132  | ۱۹ اکتبر ۲۰۰۳   |
| ۲۰۱۶۹۹ | 2003 UH133  | ۲۰ اکتبر ۲۰۰۳   |
| ۲۰۱۷۰۰ | 2003 UJ135  | ۲۱ اکتبر ۲۰۰۳   |
| ۲۰۱۷۰۱ | 2003 UD139  | ۱۶ اکتبر ۲۰۰۳   |
| ۲۰۱۷۰۲ | 2003 UW140  | ۱۶ اکتبر ۲۰۰۳   |
| ۲۰۱۷۰۳ | 2003 UY140  | ۱۶ اکتبر ۲۰۰۳   |
| ۲۰۱۷۰۴ | 2003 UK150  | ۲۰ اکتبر ۲۰۰۳   |
| ۲۰۱۷۰۵ | 2003 UE159  | ۲۰ اکتبر ۲۰۰۳   |
| ۲۰۱۷۰۶ | 2003 UO162  | ۲۱ اکتبر ۲۰۰۳   |
| ۲۰۱۷۰۷ | 2003 UC163  | ۲۱ اکتبر ۲۰۰۳   |
| ۲۰۱۷۰۸ | 2003 UJ163  | ۲۱ اکتبر ۲۰۰۳   |
| ۲۰۱۷۰۹ | 2003 UC164  | ۲۱ اکتبر ۲۰۰۳   |
| ۲۰۱۷۱۰ | 2003 UO167  | ۲۲ اکتبر ۲۰۰۳   |
| ۲۰۱۷۱۱ | 2003 UF168  | ۲۲ اکتبر ۲۰۰۳   |
| ۲۰۱۷۱۲ | 2003 UQ172  | ۲۰ اکتبر ۲۰۰۳   |
| ۲۰۱۷۱۳ | 2003 UA176  | ۲۱ اکتبر ۲۰۰۳   |
| ۲۰۱۷۱۴ | 2003 UA179  | ۲۱ اکتبر ۲۰۰۳   |
| ۲۰۱۷۱۵ | 2003 UM181  | ۲۱ اکتبر ۲۰۰۳   |
| ۲۰۱۷۱۶ | 2003 UN181  | ۲۱ اکتبر ۲۰۰۳   |
| ۲۰۱۷۱۷ | 2003 UM183  | ۲۱ اکتبر ۲۰۰۳   |
| ۲۰۱۷۱۸ | 2003 UL186  | ۲۲ اکتبر ۲۰۰۳   |
| ۲۰۱۷۱۹ | 2003 UD189  | ۲۲ اکتبر ۲۰۰۳   |
| ۲۰۱۷۲۰ | 2003 UO189  | ۲۲ اکتبر ۲۰۰۳   |
| ۲۰۱۷۲۱ | 2003 UP189  | ۲۲ اکتبر ۲۰۰۳   |
| ۲۰۱۷۲۲ | 2003 UK190  | ۲۲ اکتبر ۲۰۰۳   |
| ۲۰۱۷۲۳ | 2003 UG192  | ۲۳ اکتبر ۲۰۰۳   |
| ۲۰۱۷۲۴ | 2003 UM193  | ۲۰ اکتبر ۲۰۰۳   |
| ۲۰۱۷۲۵ | 2003 UE194  | ۲۰ اکتبر ۲۰۰۳   |
| ۲۰۱۷۲۶ | 2003 UH195  | ۲۰ اکتبر ۲۰۰۳   |
| ۲۰۱۷۲۷ | 2003 UB196  | ۲۰ اکتبر ۲۰۰۳   |
| ۲۰۱۷۲۸ | 2003 UM199  | ۲۱ اکتبر ۲۰۰۳   |
| ۲۰۱۷۲۹ | 2003 UO219  | ۲۱ اکتبر ۲۰۰۳   |
| ۲۰۱۷۳۰ | 2003 US224  | ۲۲ اکتبر ۲۰۰۳   |
| ۲۰۱۷۳۱ | 2003 UY225  | ۲۲ اکتبر ۲۰۰۳   |
| ۲۰۱۷۳۲ | 2003 UG228  | ۲۳ اکتبر ۲۰۰۳   |
| ۲۰۱۷۳۳ | 2003 UQ248  | ۲۵ اکتبر ۲۰۰۳   |
| ۲۰۱۷۳۴ | 2003 UQ250  | ۲۵ اکتبر ۲۰۰۳   |
| ۲۰۱۷۳۵ | 2003 UY251  | ۲۶ اکتبر ۲۰۰۳   |
| ۲۰۱۷۳۶ | 2003 UZ254  | ۲۵ اکتبر ۲۰۰۳   |
| ۲۰۱۷۳۷ | 2003 UF258  | ۲۵ اکتبر ۲۰۰۳   |
| ۲۰۱۷۳۸ | 2003 UT262  | ۲۶ اکتبر ۲۰۰۳   |
| ۲۰۱۷۳۹ | 2003 UQ263  | ۲۷ اکتبر ۲۰۰۳   |
| ۲۰۱۷۴۰ | 2003 UQ264  | ۲۷ اکتبر ۲۰۰۳   |
| ۲۰۱۷۴۱ | 2003 UR264  | ۲۷ اکتبر ۲۰۰۳   |
| ۲۰۱۷۴۲ | 2003 UJ265  | ۲۷ اکتبر ۲۰۰۳   |
| ۲۰۱۷۴۳ | 2003 UZ265  | ۲۸ اکتبر ۲۰۰۳   |
| ۲۰۱۷۴۴ | 2003 UB266  | ۲۸ اکتبر ۲۰۰۳   |
| ۲۰۱۷۴۵ | 2003 UE268  | ۲۸ اکتبر ۲۰۰۳   |
| ۲۰۱۷۴۶ | 2003 UN276  | ۲۹ اکتبر ۲۰۰۳   |
| ۲۰۱۷۴۷ | 2003 UN280  | ۲۷ اکتبر ۲۰۰۳   |
| ۲۰۱۷۴۸ | 2003 UT293  | ۱۸ اکتبر ۲۰۰۳   |
| ۲۰۱۷۴۹ | 2003 UH297  | ۱۶ اکتبر ۲۰۰۳   |
| ۲۰۱۷۵۰ | 2003 UY306  | ۱۸ اکتبر ۲۰۰۳   |
| ۲۰۱۷۵۱ | 2003 UZ314  | ۲۳ اکتبر ۲۰۰۳   |
| ۲۰۱۷۵۲ | 2003 UJ323  | ۱۶ اکتبر ۲۰۰۳   |
| ۲۰۱۷۵۳ | 2003 UM340  | ۱۸ اکتبر ۲۰۰۳   |
| ۲۰۱۷۵۴ | 2003 UN359  | ۱۹ اکتبر ۲۰۰۳   |
| ۲۰۱۷۵۵ | 2003 UO371  | ۲۲ اکتبر ۲۰۰۳   |
| ۲۰۱۷۵۶ | 2003 VR4    | ۱۵ نوامبر ۲۰۰۳  |
| ۲۰۱۷۵۷ | 2003 WZ11   | ۱۸ نوامبر ۲۰۰۳  |
| ۲۰۱۷۵۸ | 2003 WC26   | ۲۱ نوامبر ۲۰۰۳  |
| ۲۰۱۷۵۹ | 2003 WG33   | ۱۸ نوامبر ۲۰۰۳  |
| ۲۰۱۷۶۰ | 2003 WJ36   | ۱۹ نوامبر ۲۰۰۳  |
| ۲۰۱۷۶۱ | 2003 WX36   | ۱۹ نوامبر ۲۰۰۳  |
| ۲۰۱۷۶۲ | 2003 WN37   | ۱۹ نوامبر ۲۰۰۳  |
| ۲۰۱۷۶۳ | 2003 WX37   | ۱۹ نوامبر ۲۰۰۳  |
| ۲۰۱۷۶۴ | 2003 WV38   | ۱۹ نوامبر ۲۰۰۳  |
| ۲۰۱۷۶۵ | 2003 WA43   | ۱۶ نوامبر ۲۰۰۳  |
| ۲۰۱۷۶۶ | 2003 WE45   | ۱۹ نوامبر ۲۰۰۳  |
| ۲۰۱۷۶۷ | 2003 WT45   | ۱۹ نوامبر ۲۰۰۳  |
| ۲۰۱۷۶۸ | 2003 WQ67   | ۱۹ نوامبر ۲۰۰۳  |
| ۲۰۱۷۶۹ | 2003 WE71   | ۲۰ نوامبر ۲۰۰۳  |
| ۲۰۱۷۷۰ | 2003 WL81   | ۲۰ نوامبر ۲۰۰۳  |
| ۲۰۱۷۷۱ | 2003 WS82   | ۱۹ نوامبر ۲۰۰۳  |
| ۲۰۱۷۷۲ | 2003 WP83   | ۲۱ نوامبر ۲۰۰۳  |
| ۲۰۱۷۷۳ | 2003 WO85   | ۲۰ نوامبر ۲۰۰۳  |
| ۲۰۱۷۷۴ | 2003 WV85   | ۲۰ نوامبر ۲۰۰۳  |
| ۲۰۱۷۷۵ | 2003 WA93   | ۱۹ نوامبر ۲۰۰۳  |
| ۲۰۱۷۷۶ | 2003 WQ94   | ۱۹ نوامبر ۲۰۰۳  |
| ۲۰۱۷۷۷ | Deronda     | ۲۴ نوامبر ۲۰۰۳  |
| ۲۰۱۷۷۸ | 2003 WL103  | ۲۱ نوامبر ۲۰۰۳  |
| ۲۰۱۷۷۹ | 2003 WD104  | ۲۱ نوامبر ۲۰۰۳  |
| ۲۰۱۷۸۰ | 2003 WJ105  | ۲۱ نوامبر ۲۰۰۳  |
| ۲۰۱۷۸۱ | 2003 WC107  | ۲۲ نوامبر ۲۰۰۳  |
| ۲۰۱۷۸۲ | 2003 WR107  | ۲۳ نوامبر ۲۰۰۳  |
| ۲۰۱۷۸۳ | 2003 WU109  | ۲۰ نوامبر ۲۰۰۳  |
| ۲۰۱۷۸۴ | 2003 WS113  | ۲۰ نوامبر ۲۰۰۳  |
| ۲۰۱۷۸۵ | 2003 WF124  | ۲۰ نوامبر ۲۰۰۳  |
| ۲۰۱۷۸۶ | 2003 WT126  | ۲۰ نوامبر ۲۰۰۳  |
| ۲۰۱۷۸۷ | 2003 WV131  | ۱۹ نوامبر ۲۰۰۳  |
| ۲۰۱۷۸۸ | 2003 WF134  | ۲۱ نوامبر ۲۰۰۳  |
| ۲۰۱۷۸۹ | 2003 WK135  | ۲۱ نوامبر ۲۰۰۳  |
| ۲۰۱۷۹۰ | 2003 WO135  | ۲۱ نوامبر ۲۰۰۳  |
| ۲۰۱۷۹۱ | 2003 WY137  | ۲۱ نوامبر ۲۰۰۳  |
| ۲۰۱۷۹۲ | 2003 WF139  | ۲۱ نوامبر ۲۰۰۳  |
| ۲۰۱۷۹۳ | 2003 WQ142  | ۲۱ نوامبر ۲۰۰۳  |
| ۲۰۱۷۹۴ | 2003 WA145  | ۲۱ نوامبر ۲۰۰۳  |
| ۲۰۱۷۹۵ | 2003 WE145  | ۲۱ نوامبر ۲۰۰۳  |
| ۲۰۱۷۹۶ | 2003 WY150  | ۲۴ نوامبر ۲۰۰۳  |
| ۲۰۱۷۹۷ | 2003 WS154  | ۲۶ نوامبر ۲۰۰۳  |
| ۲۰۱۷۹۸ | 2003 WJ161  | ۳۰ نوامبر ۲۰۰۳  |
| ۲۰۱۷۹۹ | 2003 WL168  | ۱۹ نوامبر ۲۰۰۳  |
| ۲۰۱۸۰۰ | 2003 WM189  | ۲۰ نوامبر ۲۰۰۳  |
| ۲۰۱۸۰۱ | 2003 WM192  | ۲۰ نوامبر ۲۰۰۳  |
| ۲۰۱۸۰۲ | 2003 XL3    | ۱ دسامبر ۲۰۰۳   |
| ۲۰۱۸۰۳ | 2003 XX3    | ۱ دسامبر ۲۰۰۳   |
| ۲۰۱۸۰۴ | 2003 XL6    | ۳ دسامبر ۲۰۰۳   |
| ۲۰۱۸۰۵ | 2003 XM13   | ۱۴ دسامبر ۲۰۰۳  |
| ۲۰۱۸۰۶ | 2003 XL14   | ۱۵ دسامبر ۲۰۰۳  |
| ۲۰۱۸۰۷ | 2003 XC19   | ۱۴ دسامبر ۲۰۰۳  |
| ۲۰۱۸۰۸ | 2003 XX19   | ۱۴ دسامبر ۲۰۰۳  |
| ۲۰۱۸۰۹ | 2003 XK20   | ۱۴ دسامبر ۲۰۰۳  |
| ۲۰۱۸۱۰ | 2003 XL26   | ۱ دسامبر ۲۰۰۳   |
| ۲۰۱۸۱۱ | 2003 XT30   | ۱ دسامبر ۲۰۰۳   |
| ۲۰۱۸۱۲ | 2003 YY1    | ۱۸ دسامبر ۲۰۰۳  |
| ۲۰۱۸۱۳ | 2003 YN5    | ۱۶ دسامبر ۲۰۰۳  |
| ۲۰۱۸۱۴ | 2003 YN12   | ۱۷ دسامبر ۲۰۰۳  |
| ۲۰۱۸۱۵ | 2003 YH15   | ۱۷ دسامبر ۲۰۰۳  |
| ۲۰۱۸۱۶ | 2003 YO15   | ۱۷ دسامبر ۲۰۰۳  |
| ۲۰۱۸۱۷ | 2003 YG17   | ۱۷ دسامبر ۲۰۰۳  |
| ۲۰۱۸۱۸ | 2003 YJ19   | ۱۷ دسامبر ۲۰۰۳  |
| ۲۰۱۸۱۹ | 2003 YT20   | ۱۷ دسامبر ۲۰۰۳  |
| ۲۰۱۸۲۰ | 2003 YO25   | ۱۸ دسامبر ۲۰۰۳  |
| ۲۰۱۸۲۱ | 2003 YR25   | ۱۸ دسامبر ۲۰۰۳  |
| ۲۰۱۸۲۲ | 2003 YW25   | ۱۸ دسامبر ۲۰۰۳  |
| ۲۰۱۸۲۳ | 2003 YX26   | ۱۶ دسامبر ۲۰۰۳  |
| ۲۰۱۸۲۴ | 2003 YH29   | ۱۷ دسامبر ۲۰۰۳  |
| ۲۰۱۸۲۵ | 2003 YN29   | ۱۷ دسامبر ۲۰۰۳  |
| ۲۰۱۸۲۶ | 2003 YT29   | ۱۷ دسامبر ۲۰۰۳  |
| ۲۰۱۸۲۷ | 2003 YG30   | ۱۸ دسامبر ۲۰۰۳  |
| ۲۰۱۸۲۸ | 2003 YP30   | ۱۸ دسامبر ۲۰۰۳  |
| ۲۰۱۸۲۹ | 2003 YP32   | ۱۸ دسامبر ۲۰۰۳  |
| ۲۰۱۸۳۰ | 2003 YX49   | ۱۸ دسامبر ۲۰۰۳  |
| ۲۰۱۸۳۱ | 2003 YK53   | ۱۹ دسامبر ۲۰۰۳  |
| ۲۰۱۸۳۲ | 2003 YD54   | ۱۹ دسامبر ۲۰۰۳  |
| ۲۰۱۸۳۳ | 2003 YQ57   | ۱۹ دسامبر ۲۰۰۳  |
| ۲۰۱۸۳۴ | 2003 YS57   | ۱۹ دسامبر ۲۰۰۳  |
| ۲۰۱۸۳۵ | 2003 YB59   | ۱۹ دسامبر ۲۰۰۳  |
| ۲۰۱۸۳۶ | 2003 YA61   | ۱۹ دسامبر ۲۰۰۳  |
| ۲۰۱۸۳۷ | 2003 YE61   | ۱۹ دسامبر ۲۰۰۳  |
| ۲۰۱۸۳۸ | 2003 YM66   | ۲۰ دسامبر ۲۰۰۳  |
| ۲۰۱۸۳۹ | 2003 YH72   | ۱۸ دسامبر ۲۰۰۳  |
| ۲۰۱۸۴۰ | 2003 YW74   | ۱۸ دسامبر ۲۰۰۳  |
| ۲۰۱۸۴۱ | 2003 YV78   | ۱۸ دسامبر ۲۰۰۳  |
| ۲۰۱۸۴۲ | 2003 YS80   | ۱۸ دسامبر ۲۰۰۳  |
| ۲۰۱۸۴۳ | 2003 YK81   | ۱۸ دسامبر ۲۰۰۳  |
| ۲۰۱۸۴۴ | 2003 YW82   | ۱۸ دسامبر ۲۰۰۳  |
| ۲۰۱۸۴۵ | 2003 YB85   | ۱۹ دسامبر ۲۰۰۳  |
| ۲۰۱۸۴۶ | 2003 YM87   | ۱۹ دسامبر ۲۰۰۳  |
| ۲۰۱۸۴۷ | 2003 YB88   | ۱۹ دسامبر ۲۰۰۳  |
| ۲۰۱۸۴۸ | 2003 YR90   | ۲۰ دسامبر ۲۰۰۳  |
| ۲۰۱۸۴۹ | 2003 YF91   | ۲۰ دسامبر ۲۰۰۳  |
| ۲۰۱۸۵۰ | 2003 YJ92   | ۲۱ دسامبر ۲۰۰۳  |
| ۲۰۱۸۵۱ | 2003 YJ98   | ۱۹ دسامبر ۲۰۰۳  |
| ۲۰۱۸۵۲ | 2003 YV98   | ۱۹ دسامبر ۲۰۰۳  |
| ۲۰۱۸۵۳ | 2003 YJ105  | ۲۲ دسامبر ۲۰۰۳  |
| ۲۰۱۸۵۴ | 2003 YU106  | ۲۲ دسامبر ۲۰۰۳  |
| ۲۰۱۸۵۵ | 2003 YW116  | ۲۷ دسامبر ۲۰۰۳  |
| ۲۰۱۸۵۶ | 2003 YF118  | ۲۸ دسامبر ۲۰۰۳  |
| ۲۰۱۸۵۷ | 2003 YS126  | ۲۷ دسامبر ۲۰۰۳  |
| ۲۰۱۸۵۸ | 2003 YW129  | ۲۷ دسامبر ۲۰۰۳  |
| ۲۰۱۸۵۹ | 2003 YJ130  | ۲۸ دسامبر ۲۰۰۳  |
| ۲۰۱۸۶۰ | 2003 YP130  | ۲۸ دسامبر ۲۰۰۳  |
| ۲۰۱۸۶۱ | 2003 YD132  | ۲۸ دسامبر ۲۰۰۳  |
| ۲۰۱۸۶۲ | 2003 YR133  | ۲۸ دسامبر ۲۰۰۳  |
| ۲۰۱۸۶۳ | 2003 YB134  | ۲۸ دسامبر ۲۰۰۳  |
| ۲۰۱۸۶۴ | 2003 YY140  | ۲۸ دسامبر ۲۰۰۳  |
| ۲۰۱۸۶۵ | 2003 YU143  | ۲۸ دسامبر ۲۰۰۳  |
| ۲۰۱۸۶۶ | 2003 YV145  | ۲۸ دسامبر ۲۰۰۳  |
| ۲۰۱۸۶۷ | 2003 YS146  | ۲۸ دسامبر ۲۰۰۳  |
| ۲۰۱۸۶۸ | 2003 YP148  | ۲۹ دسامبر ۲۰۰۳  |
| ۲۰۱۸۶۹ | 2003 YU150  | ۲۹ دسامبر ۲۰۰۳  |
| ۲۰۱۸۷۰ | 2003 YG153  | ۲۹ دسامبر ۲۰۰۳  |
| ۲۰۱۸۷۱ | 2003 YN154  | ۲۹ دسامبر ۲۰۰۳  |
| ۲۰۱۸۷۲ | 2003 YE161  | ۱۷ دسامبر ۲۰۰۳  |
| ۲۰۱۸۷۳ | 2003 YU162  | ۱۷ دسامبر ۲۰۰۳  |
| ۲۰۱۸۷۴ | 2003 YV166  | ۱۷ دسامبر ۲۰۰۳  |
| ۲۰۱۸۷۵ | 2003 YY168  | ۱۸ دسامبر ۲۰۰۳  |
| ۲۰۱۸۷۶ | 2003 YB171  | ۱۸ دسامبر ۲۰۰۳  |
| ۲۰۱۸۷۷ | 2003 YT175  | ۲۲ دسامبر ۲۰۰۳  |
| ۲۰۱۸۷۸ | 2003 YF180  | ۱۷ دسامبر ۲۰۰۳  |
| ۲۰۱۸۷۹ | 2004 AC1    | ۵ ژانویه ۲۰۰۴   |
| ۲۰۱۸۸۰ | 2004 AP2    | ۱۳ ژانویه ۲۰۰۴  |
| ۲۰۱۸۸۱ | 2004 AA4    | ۱۳ ژانویه ۲۰۰۴  |
| ۲۰۱۸۸۲ | 2004 AC7    | ۱۳ ژانویه ۲۰۰۴  |
| ۲۰۱۸۸۳ | 2004 AX7    | ۱۳ ژانویه ۲۰۰۴  |
| ۲۰۱۸۸۴ | 2004 AU9    | ۱۵ ژانویه ۲۰۰۴  |
| ۲۰۱۸۸۵ | 2004 AN10   | ۱۳ ژانویه ۲۰۰۴  |
| ۲۰۱۸۸۶ | 2004 AW12   | ۱۳ ژانویه ۲۰۰۴  |
| ۲۰۱۸۸۷ | 2004 AD14   | ۱۳ ژانویه ۲۰۰۴  |
| ۲۰۱۸۸۸ | 2004 BB2    | ۱۶ ژانویه ۲۰۰۴  |
| ۲۰۱۸۸۹ | 2004 BM9    | ۱۶ ژانویه ۲۰۰۴  |
| ۲۰۱۸۹۰ | 2004 BB13   | ۱۷ ژانویه ۲۰۰۴  |
| ۲۰۱۸۹۱ | 2004 BG14   | ۱۷ ژانویه ۲۰۰۴  |
| ۲۰۱۸۹۲ | 2004 BK16   | ۱۸ ژانویه ۲۰۰۴  |
| ۲۰۱۸۹۳ | 2004 BR17   | ۱۸ ژانویه ۲۰۰۴  |
| ۲۰۱۸۹۴ | 2004 BT18   | ۱۸ ژانویه ۲۰۰۴  |
| ۲۰۱۸۹۵ | 2004 BK19   | ۱۷ ژانویه ۲۰۰۴  |
| ۲۰۱۸۹۶ | 2004 BX25   | ۲۰ ژانویه ۲۰۰۴  |
| ۲۰۱۸۹۷ | 2004 BG33   | ۱۹ ژانویه ۲۰۰۴  |
| ۲۰۱۸۹۸ | 2004 BN33   | ۱۹ ژانویه ۲۰۰۴  |
| ۲۰۱۸۹۹ | 2004 BD47   | ۲۱ ژانویه ۲۰۰۴  |
| ۲۰۱۹۰۰ | 2004 BR56   | ۲۳ ژانویه ۲۰۰۴  |
| ۲۰۱۹۰۱ | 2004 BG64   | ۲۲ ژانویه ۲۰۰۴  |
| ۲۰۱۹۰۲ | 2004 BL64   | ۲۲ ژانویه ۲۰۰۴  |
| ۲۰۱۹۰۳ | 2004 BW68   | ۲۷ ژانویه ۲۰۰۴  |
| ۲۰۱۹۰۴ | 2004 BC85   | ۲۹ ژانویه ۲۰۰۴  |
| ۲۰۱۹۰۵ | 2004 BH89   | ۲۳ ژانویه ۲۰۰۴  |
| ۲۰۱۹۰۶ | 2004 BV90   | ۲۴ ژانویه ۲۰۰۴  |
| ۲۰۱۹۰۷ | 2004 BM91   | ۲۴ ژانویه ۲۰۰۴  |
| ۲۰۱۹۰۸ | 2004 BJ97   | ۲۵ ژانویه ۲۰۰۴  |
| ۲۰۱۹۰۹ | 2004 BF110  | ۲۸ ژانویه ۲۰۰۴  |
| ۲۰۱۹۱۰ | 2004 BM111  | ۲۹ ژانویه ۲۰۰۴  |
| ۲۰۱۹۱۱ | 2004 BU113  | ۲۸ ژانویه ۲۰۰۴  |
| ۲۰۱۹۱۲ | 2004 BB116  | ۲۶ ژانویه ۲۰۰۴  |
| ۲۰۱۹۱۳ | 2004 BF116  | ۲۶ ژانویه ۲۰۰۴  |
| ۲۰۱۹۱۴ | 2004 BP119  | ۳۰ ژانویه ۲۰۰۴  |
| ۲۰۱۹۱۵ | 2004 BH133  | ۱۷ ژانویه ۲۰۰۴  |
| ۲۰۱۹۱۶ | 2004 BN141  | ۱۹ ژانویه ۲۰۰۴  |
| ۲۰۱۹۱۷ | 2004 BO149  | ۱۶ ژانویه ۲۰۰۴  |
| ۲۰۱۹۱۸ | 2004 CA4    | ۱۰ فوریه ۲۰۰۴   |
| ۲۰۱۹۱۹ | 2004 CC5    | ۱۰ فوریه ۲۰۰۴   |
| ۲۰۱۹۲۰ | 2004 CD6    | ۱۰ فوریه ۲۰۰۴   |
| ۲۰۱۹۲۱ | 2004 CN51   | ۱۵ فوریه ۲۰۰۴   |
| ۲۰۱۹۲۲ | 2004 CQ52   | ۱۱ فوریه ۲۰۰۴   |
| ۲۰۱۹۲۳ | 2004 CV66   | ۱۵ فوریه ۲۰۰۴   |
| ۲۰۱۹۲۴ | 2004 CB79   | ۱۱ فوریه ۲۰۰۴   |
| ۲۰۱۹۲۵ | 2004 CT83   | ۱۲ فوریه ۲۰۰۴   |
| ۲۰۱۹۲۶ | 2004 CU94   | ۱۲ فوریه ۲۰۰۴   |
| ۲۰۱۹۲۷ | 2004 CC97   | ۱۳ فوریه ۲۰۰۴   |
| ۲۰۱۹۲۸ | 2004 CE104  | ۱۳ فوریه ۲۰۰۴   |
| ۲۰۱۹۲۹ | 2004 CS120  | ۱۲ فوریه ۲۰۰۴   |
| ۲۰۱۹۳۰ | 2004 DR20   | ۱۷ فوریه ۲۰۰۴   |
| ۲۰۱۹۳۱ | 2004 DM25   | ۲۰ فوریه ۲۰۰۴   |
| ۲۰۱۹۳۲ | 2004 DW28   | ۱۷ فوریه ۲۰۰۴   |
| ۲۰۱۹۳۳ | 2004 DO45   | ۲۶ فوریه ۲۰۰۴   |
| ۲۰۱۹۳۴ | 2004 DP50   | ۲۳ فوریه ۲۰۰۴   |
| ۲۰۱۹۳۵ | 2004 DB67   | ۲۶ فوریه ۲۰۰۴   |
| ۲۰۱۹۳۶ | 2004 EV14   | ۱۱ مارس ۲۰۰۴    |
| ۲۰۱۹۳۷ | 2004 EA16   | ۱۲ مارس ۲۰۰۴    |
| ۲۰۱۹۳۸ | 2004 EN24   | ۹ مارس ۲۰۰۴     |
| ۲۰۱۹۳۹ | 2004 EQ39   | ۱۵ مارس ۲۰۰۴    |
| ۲۰۱۹۴۰ | 2004 EO43   | ۱۵ مارس ۲۰۰۴    |
| ۲۰۱۹۴۱ | 2004 EY94   | ۱۵ مارس ۲۰۰۴    |
| ۲۰۱۹۴۲ | 2004 FS1    | ۱۷ مارس ۲۰۰۴    |
| ۲۰۱۹۴۳ | 2004 GU19   | ۱۵ آوریل ۲۰۰۴   |
| ۲۰۱۹۴۴ | 2004 GW19   | ۱۳ آوریل ۲۰۰۴   |
| ۲۰۱۹۴۵ | 2004 GD20   | ۱۵ آوریل ۲۰۰۴   |
| ۲۰۱۹۴۶ | 2004 GO28   | ۱۴ آوریل ۲۰۰۴   |
| ۲۰۱۹۴۷ | 2004 HG40   | ۱۹ آوریل ۲۰۰۴   |
| ۲۰۱۹۴۸ | 2004 HK70   | ۲۴ آوریل ۲۰۰۴   |
| ۲۰۱۹۴۹ | 2004 JF1    | ۹ مه ۲۰۰۴       |
| ۲۰۱۹۵۰ | 2004 JT11   | ۱۲ مه ۲۰۰۴      |
| ۲۰۱۹۵۱ | 2004 JV26   | ۱۵ مه ۲۰۰۴      |
| ۲۰۱۹۵۲ | 2004 JS43   | ۱۲ مه ۲۰۰۴      |
| ۲۰۱۹۵۳ | 2004 JO47   | ۱۳ مه ۲۰۰۴      |
| ۲۰۱۹۵۴ | 2004 KO3    | ۱۶ مه ۲۰۰۴      |
| ۲۰۱۹۵۵ | 2004 LD13   | ۱۱ ژوئن ۲۰۰۴    |
| ۲۰۱۹۵۶ | 2004 LR16   | ۱۳ ژوئن ۲۰۰۴    |
| ۲۰۱۹۵۷ | 2004 ME7    | ۲۴ ژوئن ۲۰۰۴    |
| ۲۰۱۹۵۸ | 2004 NF7    | ۱۱ ژوئیه ۲۰۰۴   |
| ۲۰۱۹۵۹ | 2004 NS12   | ۱۱ ژوئیه ۲۰۰۴   |
| ۲۰۱۹۶۰ | 2004 NX14   | ۱۱ ژوئیه ۲۰۰۴   |
| ۲۰۱۹۶۱ | 2004 NB16   | ۱۱ ژوئیه ۲۰۰۴   |
| ۲۰۱۹۶۲ | 2004 NN20   | ۱۴ ژوئیه ۲۰۰۴   |
| ۲۰۱۹۶۳ | 2004 NW24   | ۱۵ ژوئیه ۲۰۰۴   |
| ۲۰۱۹۶۴ | 2004 NW26   | ۱۱ ژوئیه ۲۰۰۴   |
| ۲۰۱۹۶۵ | 2004 OE3    | ۱۶ ژوئیه ۲۰۰۴   |
| ۲۰۱۹۶۶ | 2004 ON11   | ۲۵ ژوئیه ۲۰۰۴   |
| ۲۰۱۹۶۷ | 2004 PB13   | ۷ اوت ۲۰۰۴      |
| ۲۰۱۹۶۸ | 2004 PG17   | ۸ اوت ۲۰۰۴      |
| ۲۰۱۹۶۹ | 2004 PK18   | ۸ اوت ۲۰۰۴      |
| ۲۰۱۹۷۰ | 2004 PU18   | ۸ اوت ۲۰۰۴      |
| ۲۰۱۹۷۱ | 2004 PA19   | ۸ اوت ۲۰۰۴      |
| ۲۰۱۹۷۲ | 2004 PP25   | ۸ اوت ۲۰۰۴      |
| ۲۰۱۹۷۳ | 2004 PA29   | ۶ اوت ۲۰۰۴      |
| ۲۰۱۹۷۴ | 2004 PR29   | ۷ اوت ۲۰۰۴      |
| ۲۰۱۹۷۵ | 2004 PU32   | ۸ اوت ۲۰۰۴      |
| ۲۰۱۹۷۶ | 2004 PA33   | ۸ اوت ۲۰۰۴      |
| ۲۰۱۹۷۷ | 2004 PQ34   | ۸ اوت ۲۰۰۴      |
| ۲۰۱۹۷۸ | 2004 PO35   | ۸ اوت ۲۰۰۴      |
| ۲۰۱۹۷۹ | 2004 PM51   | ۸ اوت ۲۰۰۴      |
| ۲۰۱۹۸۰ | 2004 PW51   | ۸ اوت ۲۰۰۴      |
| ۲۰۱۹۸۱ | 2004 PX51   | ۸ اوت ۲۰۰۴      |
| ۲۰۱۹۸۲ | 2004 PF52   | ۸ اوت ۲۰۰۴      |
| ۲۰۱۹۸۳ | 2004 PJ52   | ۸ اوت ۲۰۰۴      |
| ۲۰۱۹۸۴ | 2004 PZ52   | ۸ اوت ۲۰۰۴      |
| ۲۰۱۹۸۵ | 2004 PS54   | ۸ اوت ۲۰۰۴      |
| ۲۰۱۹۸۶ | 2004 PA58   | ۹ اوت ۲۰۰۴      |
| ۲۰۱۹۸۷ | 2004 PA66   | ۸ اوت ۲۰۰۴      |
| ۲۰۱۹۸۸ | 2004 PU72   | ۸ اوت ۲۰۰۴      |
| ۲۰۱۹۸۹ | 2004 PY74   | ۸ اوت ۲۰۰۴      |
| ۲۰۱۹۹۰ | 2004 PC78   | ۹ اوت ۲۰۰۴      |
| ۲۰۱۹۹۱ | 2004 PE83   | ۱۰ اوت ۲۰۰۴     |
| ۲۰۱۹۹۲ | 2004 PJ84   | ۱۰ اوت ۲۰۰۴     |
| ۲۰۱۹۹۳ | 2004 PM84   | ۱۰ اوت ۲۰۰۴     |
| ۲۰۱۹۹۴ | 2004 PA85   | ۱۰ اوت ۲۰۰۴     |
| ۲۰۱۹۹۵ | 2004 PT86   | ۱۱ اوت ۲۰۰۴     |
| ۲۰۱۹۹۶ | 2004 PQ90   | ۱۰ اوت ۲۰۰۴     |
| ۲۰۱۹۹۷ | 2004 PL97   | ۱۴ اوت ۲۰۰۴     |
| ۲۰۱۹۹۸ | 2004 PX102  | ۱۲ اوت ۲۰۰۴     |
| ۲۰۱۹۹۹ | 2004 PJ103  | ۱۲ اوت ۲۰۰۴     |
| ۲۰۲۰۰۰ | 2004 PB109  | ۱۱ اوت ۲۰۰۴     |